# 灼眼的夏娜角色列表
此列表是《灼眼的夏娜》登場人物的介紹，譯名以台灣角川中文版為準。劇情進度範圍以台灣角川授權小說中文版進度、以及原始電視台及Animax Asia播放的動畫版進度為準。

## 主要人物

### 夏娜
日文： （Shana）
配音員：日：釘宮理惠／台：傅其慧／港：莎拉
作品的女主角。火霧戰士，第二代「炎髮灼眼的殺手」，契約的紅世魔王乃是「天壤劫火」「天罰神」亞拉斯特爾。
戰鬥狀態瞳色與髮色皆會變為熾紅，同時全身周遭飄逸紅色焰粉，必要時會披上具有收納與防禦等功能的黑色大衣「夜笠」。
在動畫版中，身高被設定為141cm。從樣貌看，是一個外貌大約11或12歲的女孩；但因為訂立契約後會變成長生不老，因此看不出她的真實年齡，有一根呆毛。
「夏娜」之名是悠二由其所持武器大太刀「贄殿遮那」（／ Nietono no Shana，台灣播出的動畫中文版本作「贄殿紗那」）命名的；在尚未自然覺醒能力之前就定下契約，因此作戰以揮舞贄殿遮那和近身肉搏為主。在遇上悠二之前，都是過著追殺紅世使徒的流浪生活；在取代平井緣的存在之後，才開始其正常社交活動和處世的一面。
特別喜愛甜食，連喝咖啡也是喝特別甜的；最喜愛的食物是蜜瓜包（日文原字為（melon pan）），並自創一套理論：吃蜜瓜包時，要先咬一口酥脆的外皮，再咬一口柔軟的部份；這兩種口感相互交替，才能享受蜜瓜包的美味。
性格非常倔強，為傲嬌的代表人物之一，雖然最初對悠二的觀感與之前的火炬一樣，但後來對悠二有很深厚的感情。口頭禪是：「吵死了！吵死了！吵死了！」
從小就居住在「天道宮」跟著「萬條巧手」威爾艾米娜·卡梅爾還有專門訓練他的「虹之翼」梅利希姆（小白）接受精英訓練。其後天道宮被破壞，在擊敗「天目一個」並獲得「贄殿遮那」後，與小白進行一場以生命作為代價的最後訓練後，踏上獵殺魔王的道路。
御崎高中有不少只會使用老師的地位卻沒有實際才能的老師，在她的面前失去身為老師的尊嚴，後來就分成兩種類型（正面對決和視而不見），跟吉田一美算是情敵也算好友。
在和「獵人」法利亞葛尼的戰鬥被寶具「幸福扳機」強迫其體內的亞拉斯特爾顯現，本應承受不了「魔王」的強大力量而身體炸裂，但因身為「崇高之人」而幸免於難。
在和「悼文吟誦者」戰鬥中回想當時感受到的強大的自己，因而得到了使用火焰的能力，並學會使用火焰的翅膀飛翔，深信有悠二在旁就沒有辦不到的事情。
在御崎市定居一段時間後，逐漸有著正常的社交關係和常識，亦開始對悠二抱著「無法抑制的感情」，在一美向悠二表白後更出現明顯的焦躁感，最後才明白這正是「愛情」，並向一美宣戰。聖誕節時相約一美一同迫使悠二選擇其中一人，但由於悠二的失蹤而計劃失敗，後發現悠二成為「祭禮之蛇」的代理者，因大受打擊而被擊敗及禁錮於「星黎殿」。在禁錮期間逐漸認清自己的道路，覺醒了自己的自在法，並與前來救援的威爾艾米娜、卡姆辛和蕾貝卡一起前往阻止「祭禮之蛇」復活。
在御崎市最終戰時，成為少數堅持與悠二正面對抗的火霧戰士，為了令前往「無何有鏡」的使徒受一定抑制力限制，把修改過的大命詩篇打進黑卡蒂體內，內容是不可吞噬人類。在新世界誕生後因為不滿和憤怒，和已經不再是代理者、把所有責任抱在身上的悠二再次戰鬥，最終與悠二互相表明心意後，一同前往新世界「無何有鏡」。
在2017年作者作為15周年紀念於電擊文庫Magazine Vol.57中特別撰寫的短篇後日談中，得知夏娜在新世界裡以轉學生的身分在某個小鎮的高中裡度過短暫但快樂的時光，並為了紀念為她起名的悠二而使用「坂井夏娜」作為正式姓名。雖然被亞拉斯特爾嚴正抗議說應該使用卡梅爾(養育她的威爾艾米娜的姓)或桑達美爾(前代炎髮灼眼的姓)作為姓氏，但她絲毫不以為意。過去的夏娜總是在任何一個待過的地方隱藏自己的真實敷衍了事，但現在的她轉而希望藉由坂井夏娜這個奇怪的名稱讓人們記憶甚至去追尋她的存在。
所持有的自在法：
- 真紅

可以幻化出魔神身體的一部分。例如：手、腳(動畫版未出現)、指頭（可用此打破悠二自創的自在法）
- 飛焰

以高速來撒發火焰彈，可藉由自身的意志來控制
- 審判

可觀察出事物的本體以及遠端所隱藏的自在法
- 斷罪

將手中的大刀揮出，即可將火焰藉由刀鋒釋出
- 於2006年日本最萌大賽獲得四強的成績。
- 於2007年韓國最萌大賽獲得準萌王。
- 於2008年國際最萌聯盟比賽獲得了海藍寶石項鍊(Aquamarine Necklace)。
- 於2009年國際最萌聯盟比賽分別獲得亞軍及藍寶石項鍊(Sapphire Necklace)。
- 於2010年國際最萌聯盟比賽分別獲得季軍、藍寶石項鍊(Sapphire Necklace)、綠寶石項鍊(Emerald Necklace)及鑽石項鍊(Diamond Necklace)。
- 於2011年國際最萌聯盟比賽分別獲得亞軍及紅寶石項鍊（Ruby Necklace）。
- 於2012年日本最萌大賽獲得八強的成績。
- 於2016年國際最萌聯盟比賽分別獲得萌王及紫水晶項鍊（Amethyst Period）。

### 坂井悠二
日文： （Sakai Yuuji）
配音員：日：日野聰／台：李世揚／港：鄧肇基（第一季）；陳健豪（第二、三季）
作品的主角。在動畫版身高設定為165cm。生日是10月8日。设定为天秤座。故事開始時為15歲，於7月魚鷹節過後為16歲，炎色為銀，在成為「代理者」後變成黑色。
御崎高中一年二班的學生，故事的開始時遇到封絕，在封絕中被燐子發現自身為內有寶具的密斯提斯因而被牽扯進了燐子與夏娜的戰鬥，也開始了身為體內藏有寶具「零時迷子」的「密斯提斯」的命運。其實真正的「人類」悠二早已被吞滅其存在之力，在故事一開始他就只是一個「火炬」，卻在不明的情況下得到「零時迷子」且可以在「封絕」中自由行動，因此嚴格上他並非人類。
雖然沒有明顯的長處，沒有強烈的上進心，卻也不會因此怠惰，在學校的成績也只是不上不下，可是當遇到困難時卻可以表現出相當出色的觀察力、判斷力，也擅長找出重要關鍵，大家都對悠二這點感到有趣。感情遲鈍，一度處於三角關係中。
他的母親（千草）於12月再度懷孕時，父親（貫太郎）告知悠二他的名稱由來。實際上，悠二是千草的雙胞胎其中一人，但先出生的哥哥沒多久已經夭折，因此他其實是家中的次子，而這亦是其名字的意義，寓意是堅強的生活下去，亦因如此，千草的次胎的名字會有「三」字。在此之前，悠二對此事完全不知情。
與其他火炬不同，「零時迷子」可以令他每天所消耗的存在之力於當日午夜十二時回復，使他不會消失，但是如果「零時迷子」遭破壞或者是被拿取出來，悠二還是有消失的可能。在原作小說中，悠二身上的「零時迷子」被加入了「戒禁」（動畫也有），並曾因「千變」修德南的嘗試破壞而發動，其結果為「千變」的一隻手臂被留在悠二體內，並在後來轉化為悠二本身的「存在之力」，使他擁有了與一般紅世之王當量的存在之力（動畫版是因為在第一季中「化裝舞會」策劃的，將御崎市化為「存在之泉」的計劃），而且能作為上限每天被回復。及後又將「彩飄」費蕾絲的大部分存在之力吸走（在其嘗試將零時迷子取出時），同樣作為上限每天被回復，這使他拥有凌駕於大部分紅世魔王的存在之力。
原作小說第9卷中悠二學會使用「吸血鬼」布羅特薩奧格，第11卷中學會自在法「封絕」，第14卷中使用存在之力構成的火焰彈擊敗「聚散之丁」查洛比，戰鬥技巧也在夏娜和威爾艾米娜的訓練下快速成長。
聖誕節時，在與「壞刃」沙布拉克一戰結束後，受到打入「零時迷子」的自在式「大命詩篇」的作用，成為「化裝舞會」的盟主「創造神」祭禮之蛇的代理者。由於祭禮之蛇對於坂井悠二的存在抱有某種興趣，所以坂井悠二的意志和人格依然存在。整體上說是和「創造神」不完全地融合，而非單方面的單純「操控」或者「寄宿」，而悠二本人的同意似乎是必要的，而悠二的死亡在物理上不會對「創造神」造成影響。在成為「代理者」後其裝備除了原有的驅火戒指「藍天」、吸血鬼「布羅特薩奧格」和零時迷子，亦有教授提供的「暴君」和「龍尾」，實力因而大增。回到御崎市的他面對號稱威爾艾米娜、夏娜和瑪瓊琳‧朵等人的攻擊但毫髮無傷，在與夏娜交戰之餘還故意說出「銀」的真相使得瑪瓊琳‧朵因而差點使得契約解除而死。最後帶著受傷昏迷的夏娜，以及要回收的「玻璃壇」，回去化妝舞會。
在創造新世界時，為了減輕新世界對現實世界的影響而請求一美的力量，當時一美和田中均察覺到其苦心及不變的性格。後由於夏娜的突擊與其激戰，在吉田一美召喚出費蕾絲後，因約翰覺醒而失去感知能力。而在與夏娜的戰鬥過程中，激發出以自身原本的力量就可驅動的全新自在法，在新世界「無何有鏡」落成後，「螺旋風琴」萊昂希（拾屍者拉米）在收集完足夠的存在之力以完成自己的願望後將此自在法命名為「Grammatica」（語法）。此自在法被亞拉斯特爾稱作＂萬能型＂，可以讓悠二實現部分在「祭禮之蛇」代行體時所能使用的能力，而他自身也在與夏娜的爭鬥過程中用此自在法開發出了圍繞在周身的防禦盾以及接近空間瞬移的能力。新世界誕生後與「祭禮之蛇」分離，其精神被「祭禮之蛇」所承認。向夏娜表明自己的夢想和決心後終於互相理解，被拉米的自在法從火炬變成某種完整的存在，最後與夏娜一同前往新世界「無何有鏡」。
後記未來篇因其立場與行動被紅世之徒與火霧戰士奉上別名：巡迴世界進行游說，走在至難之路上的行者—「迴世行者」。

### 亞拉斯特爾 （Alastor）
日文：
配音員：日：江原正士／台：陳幼文／港：李家輝（第一季）；黃志明（第二季）；袁德基（第三季）
真名為「天壤劫火」。與夏娜訂契約的紅世魔王，行事正派，在紅世裡有「王」或是「神」的稱號。紅世的「天罰神（God of Atonement）」，負責「審判」及「斷罪」。
自從第一代「炎髮灼眼的殺手」瑪蒂達死亡後，就一直待在「天道宮」，在第一季第十五集動畫「紅蓮誕生之日」跟夏娜訂下契約，扮演悠二跟夏娜指導者的角色，有著父親的存在。曾經跟悠二的母親以手機交談過，也認同悠二的母親──坂井千草的理念。
神器為「克庫特斯」，在訂立契約時可以讓契約者自由選擇形態（第一代的瑪蒂達選擇戒指，而第二代的夏娜選擇了吊墜），其顯現後的型態為「天譴神（天罰神）」。顏色是熾紅色，內有類似星辰的光點漂移。
祂的契約者能夠使用"天破壤碎":藉由犧牲契約者的生命，耗盡存在之力使天譴神的真身顯現。使用時契約者肉體會灰飛湮滅，亞拉斯特爾會幻化為巨大，頭上長角且有火焰雙翼的魔神，其一擊能夠輕而易舉的消滅實力強大的紅世魔王。夏娜曾經以天破壤碎脅迫祭禮之蛇不可消滅悠二的人格，讓創造神深感威脅。瑪蒂達則以天破壤碎擊潰了紅世魔王"棺柩裁縫師"亞吉斯。
和瑪蒂達曾經是心意相通的愛人，然而瑪蒂達最後選擇使用天破壤碎而犧牲。可能是基於內心傷痛，亞拉斯特爾鮮少和夏娜提到前代「炎髮灼眼的殺手」的事情。

## 人世

### 御崎高級中學的學生
吉田一美 （Yoshida Kazumi）
日文：
配音員：日：川澄綾子／台：馬君珮（第一季、劇場版）；黃珽筠（第二季）／港：林芷筠（第一季）；劉姵穎（第二季）；顧詠雪（第三季）
御崎高中一年二班的學生，內向且可愛的少女，故事初期並不起眼，在受過悠二和夏娜的幫助之後對他產生了好感，面對的是最具壓迫感的情敵，固執起來也是很可怕。擅長於烹飪，其身材在同學之間聞名（主要可見於動畫第一季OVA）。
曾偶然幫助過「調音師」卡姆辛，並因此而得知世界的真相，但即使知道悠二已經死去，大受打擊，仍選擇向其表白。在費蕾絲來到御崎市時得到其所送的「寶具」希拉達，但由於使用後就會死，故無法理解費蕾絲的目的。
聖誕節時相約夏娜一同迫使悠二選擇其中一人，但由於悠二的失蹤而計劃失敗，及後成為代理者的悠二在其面前帶走夏娜，因得知其真正的心意對象而傷心欲絕。在祭禮之蛇創造新世界時，察覺到悠二的決心而選擇協助他，但因夏娜等人趕到而受阻止。一美在悠二和夏娜打鬥期間，為了阻止相愛的二人互相攻擊而渴求改變「現狀」，下定決心使用希拉達來召喚費蕾絲，但由於召喚的代價實際上由寶具負擔而沒有死去。
池速人 （Ike Hayato）
日文：
配音員：日：野島裕史／台：賀宇傑／港：黎家希（第二季）；張振熙（第三季）
悠二國中以來的好友，戴眼鏡的資優生，同時也是御崎高中一年二班上的班長，以擅長資料搜集及主持活動而自豪（然而事實上不喜歡忙碌工作）。對吉田有好感，卻經常幫助她追求悠二，容易暈車，乘長途車時、電動娃娃車、雲霄飛車、摩天輪都會暈眩。在聖誕夜向吉田告白，但被委婉地拒絕。
平井由香理/平井紫(緣) （Hirai Yukari）
日文：
配音員：日：淺野真澄／台：許雲雲／港：林芷筠
御崎高中一年二班的學生，坐在悠二隔壁座位的女生，常與悠二討論功課，對池速人有好感，在原著小說及漫畫版中對於她並沒有做出詳細的交代，只知她與家人早已變成火炬，由夏娜在她消失前佔去其存在。動畫版中改成於回家途中遭燐子攻擊，被吸取了存在之力，夏娜在她消失當日為她製作火炬，但在第二天即熄滅消失，悠二在動畫版中對本尊平井緣也是火炬的存在而感到難過，因此盡力地想讓大家不要忘記她的存在，可惜最後還是因為存在之力的消耗而漸漸失去存在感。與原著一樣後來被夏娜取代。平井緣本人的人格已不復存在，形同死亡，22卷的最後透過自在法復活，動畫則在第三季最後一集的片尾字幕中出現。在後記中，由於在火炬熄滅後形同死亡，無法記憶起被夏娜取代的時間當中發生的事，被理解成失憶，甚至需要心理輔導師的幫助(該心理輔導師是外宿界的人)。其父母則是完全失憶狀態。
佐藤啟作 （Satou Keisaku）
日文：
配音員：日：野島健兒／台：陳幼文／港：張振熙（第三季）
御崎高中一年二班的學生，長相俊美、言行輕佻的財團少爺，家中有珍藏好酒的酒吧，在動畫第一季第五集成為瑪瓊琳·朵的部下，一心想要幫忙瑪瓊琳·朵，但是多次遭到阻礙跟拒絕，之後以加入外界宿為目標而努力，喜歡瑪瓊琳·朵，不知不覺中成為瑪瓊琳·朵心中影響力大的人物。最終和瑪瓊琳·朵相戀。從學生們口知道海他轉校去到東京學習修行，實際上則是被外宿界所推介，本人對此感到非常高興。
田中榮太 （Tanaka Eita）
日文：
配音員：日：近藤孝行／台：賀宇傑／港：李家輝
御崎高中一年二班的學生，個性溫和的大塊頭，跟佐藤一起成為瑪瓊琳·朵的部下，崇拜瑪瓊琳·朵，尊稱她為「大姐」，與同班同學緒方真竹發展為情侶關係，在動畫第二期因為緒方真竹被失控的瑪瓊琳·朵所傷，不敢再去接觸有關火霧戰士的事件，也不敢去接觸瑪瓊琳·朵，後來更把瑪瓊琳·朵的書籤給了佐藤啟作(動畫第二期的十七集)，也就是說他希望徹底結束和紅世的關係，要回復普通人身份來珍惜和緒方真竹一起的時間。
緒方真竹 （Ogata Matake）
日文：
配音員：日：小林由美子／台：許雲雲／港：黃鳳兒（第一、二季）；陳雪瑩（第三季）
御崎高中一年二班的學生，班中活躍得像男孩子的女生，排球社的強力打手。身材一般，扮演領導者的角色，對田中榮太有好感，於魚鷹節曾經當眾向他表達好感(動畫第一季，第18集，在影片約18分鐘處)，並且多次受到瑪瓊琳·朵的指導。曾經因為在清秋祭開幕時被失控的瑪瓊琳·朵的攻擊波及而死，最後被悠二用的存在之力所收復，當然她本人也不知道這事發生過。
藤田晴美 (Fujita Harumi)
日文：
配音員：日：升望／台：傅其慧／港：劉姵穎
御崎高中一年二班的學生，班會副會長，成績優秀、做事認真，對學生會的工作異常狂熱。因為只信任池速人，所以任何事情都找他，使池速人感到非常疲倦。
中村公子 (Kimiko Nakamura)
日文：
配音員：日：藤村步／台：許雲雲
御崎高中一年二班的學生，活潑的女生，在原作中和夏娜有不少互動，曾經惡作劇的從背後摸夏娜和吉田的胸部。
淺沼稻穗 (Asanuma Inaho)
日文：
御崎高中一年一班的學生，在御崎高級中學的校慶清秋祭時擔任一年一班的遊行代表，扮演一年一班的主題小紅帽中的老奶奶角色，因為夏娜提供製作戲服用的布料，而和西尾廣子一起向夏娜道謝，喜歡夏娜不做作的說話方式。
西尾廣子 (Nishio Hiroko)
日文：
御崎高中一年一班的學生，在御崎高級中學的校慶清秋祭時擔任一年一班的遊行代表，扮演一年一班的主題小紅帽中的小紅帽角色，因為夏娜提供製作戲服用的布料，而和淺沼稻穗一起向夏娜道謝。
川上正太郎 (Kawakami Shotaro)
日文：
御崎高中一年一班的學生，在御崎高級中學的校慶清秋祭時擔任一年一班的遊行代表，扮演一年一班的主題小紅帽中的獵人角色，得到最佳扮演獎的男生前十名，是個容易忘東忘西的帥哥。
黑田壽子 (Kuroda Toshiko)
日文：
御崎高中一年三班的學生，在御崎高級中學的校慶清秋祭時擔任一年三班的遊行代表，扮演一年三班的主題愛麗絲夢遊仙境中的愛麗絲角色，得到最佳扮演獎的女生前十名，上台時的形容詞是「與其說是愛麗絲，反而比較像紅心皇后的黑田壽子」。
近衛史菜 （Konoe Fumina）
日文：
配音員：日：能登麻美子／台：許雲雲／港：方淑儀（第二季）
動畫第二季原創人物。御崎高中一年二班上新學期的轉學生，外表和頂之座黑卡蒂幾乎一模一樣，因此引起夏娜、悠二、瑪瓊琳·朵懷疑是黑卡蒂假扮。對日常生活事物十分陌生，彷彿生活白痴，但具有和小動物溝通和親近的能力。對悠二黏得很緊，導致夏娜和一美的不悅及煩惱。在第二季動畫第十五集中揭露真實身份是黑卡蒂的「虛假的容器」，並且最後在這集當中帶著現世的回憶和頂之座合體。

### 悠二的家人
井千草 （Sakai Chigusa）
日文：
配音員：日：櫻井智／台：馬君珮（第一季、劇場版）；許雲雲（第二季）／港：方淑儀（第二季）；陳雪瑩（第三季）
悠二的母親，丈夫在海外工作。家事了得，聰慧嫻淑，甚麼狀況都能接受，對夏娜和威爾艾米娜均曾進行料理方面的指導。因其對生活瑣事以及感情方面極為精通，使得夏娜對千草的話幾乎唯命是從，於某次千草指點了夏娜的感情觀後，使得亞拉斯特爾主動與千草進行對談，結束後，亞拉斯特爾不僅對千草極為佩服，也將類似對夏娜的「監護權」的權利交予千草。常以「阿悠」和「小娜（台灣播出的動畫中文版本翻成「夏娜美眉」）」稱呼悠二與夏娜。
井貫太郎 （Sakai Kantarou）
日文：
配音員：日：藤原啟治／台：陳幼文
悠二的父親，長期派駐國外（香港）工作不在家中，至小說第9卷（動畫版為第二季第10集）才登場，擁有傑出的洞察力和極好的體能。在動畫版為第三季第16集中得知他平日是在香港工作。

### 其他人類
德納克 (Denake)
日文：
一位中世紀時的藝術家，遇上了「螺旋風琴」，原本以為她是魔女而想感化她，因為她的自在法而歡笑，兩人之間有著感情，可是後來知道她的力量是由啃食人類的存在驅動的，因而難過，在她離開後感到後悔。後來幫她画了一幅畫像，可是在交給她之前他就死了，死前拜託了兩人共同的朋友「髓之樓閣」葛維達傳話給「螺旋風琴」。 被葛維達稱作「純情的老頭子」。「撿骨師」現在的外貌很可能就是來自他。
修道士喬治 (Friar George)
日文：
超會吹牛的男子，「永遠的戀人」約翰的父親，因為彩飄對他有興趣，完成他的各種願望，包括讓他娶了某個沉溺在幻想中的女人，也就是約翰的母親。
後來因為打算使用不完全且自己不可能驅動的自在法來使自己恢復年輕，把約翰當作活祭品，彩飄感到憤怒且發現喬治已經不是當初那個有趣的超會吹牛的男子了，就殺死他並帶走約翰。
吉田健 (Yoshida ken)
日文：
吉田一美的弟弟。僅於小說S卷、動畫版、漫畫版出現。
大上準子 (Ōgami Junko)
日文：
配音員：伊藤加奈惠
小說版0集中出現的人物，被紅世使徒「纏玩」烏科巴克的吞噬存在之力後設為火炬，被夏娜為了調查使徒而介入存在取代。在灼眼的夏娜Ｓ第3和第4話中出現。
濱口幸雄 (Hamaguchi Yukio)
日文：
小說版0集中出現的人物，大上準子的交往對象，被紅世使徒「纏玩」烏科巴克看上其外貌而被盯上，因而連累大上準子被吞噬而不自知，後來大上準子的存在消失後，雖然應該忘記了她，卻還是感覺到失去了某個東西而悲傷。
哈莉維特·史密斯 (Haliweite Smith)
日文：
「革正團」的同志之一，前夏威夷外界宿情報員，在被喬治殺死之前遭「革正團」所救，但其所有親人都死掉，所以偽裝其哥哥繼續其外界宿的工作，視「革正團」所有人為恩人。
在薩雷與琪雅拉與「革正團」對戰其間被揭穿身分，而在「革正團」的理想失敗後不知所蹤。
哈利·史密斯 (Harry Smith)
日文：
前夏威夷外界宿情報員，哈莉維特的哥哥，在1895年時背叛火霧戰士進入「革正團」後被喬治殺死。

## 密斯提斯
密斯提斯與其寶具
| 名稱             | 名號       | 炎色               | 寶具                 | 自在法    |
| ---------------- | ---------- | ------------------ | -------------------- | --------- |
| 坂井悠二         | 迴世行者   | 銀（取自銀）       | 零時迷子 藍天 吸血鬼 | 戒禁 封絕 |
| 坂井悠二         | 迴世行者   | 黑（取自祭禮之蛇） | 零時迷子 藍天 吸血鬼 | 戒禁 封絕 |
| 約翰             | 永遠的戀人 | 琥珀（取自費蕾絲） | 零時迷子             | 戒禁      |
|                  | 天目一個   | 淡青（取自葛波）   | 贄殿遮那             | 封絕      |
| 淡紫（取自維奈） | 天目一個   |                    | 贄殿遮那             | 封絕      |

### 零時迷子的密斯提斯
坂井悠二
約翰 （John）
日文：
配音員：日：齋賀光希／台：李世揚／港：張振熙（第三季）
「約定的兩人」其中一人，同時擁有「永恆的戀人」稱號，是零時迷子的原持有者，與「彩飄」費蕾絲是情侶關係，為了能夠永遠在一起而自願成為密斯提斯。和費蕾絲在旅途中因緣際會救了威爾艾米娜，成為好友，但最後在壞刃的暗殺攻擊中受了瀕死重傷，被封印轉移到零時迷子之中。是位優秀的自在師，曾研究破解沙布拉克的烙印自在法，最終由威爾艾米娜接手完成。
在御崎市最終戰時再次登場，並選擇和零時迷子分離。由於知道自己已無法活下去，為與費蕾絲「永遠在一起」而分解兩人的存在，創造出屬於兩人的孩子「尤斯圖斯」後消失。藉由祭禮之蛇的說法得知，住在悠二身體裡的約翰早就已經知道悠二所策劃的計謀，但因為覺得悠二的計畫實在是太過無趣且會讓所有愛他的人都變得不幸，便拒絕與他合作。(相反的祭禮之蛇則是對悠二的計畫抱持相當的支持。)離走前告訴悠二不要小看愛的力量。

### 贄殿遮那的密斯提斯
天目一個 （Tenmokuikko）
日文：
配音員：日：菅生隆之／台：陳幼文／港：袁德基（第三季）
史上最駭人聽聞的密斯提斯，被稱為「怪物火炬」、「無敵的密斯提斯」，表現為單眼鬼面的鎧甲，手持贄殿遮那。
原為刀匠，但為了尋找與其製刀極致——贄殿遮那匹配的強者而自願成為「密斯提斯」，四處尋找強者對戰，擊殺無數徒，絕不向普通人動手。最終被夏娜所敗，心願已償而消失，贄殿遮那則交託於夏娜手上（在動畫第一期第15－16集）。
當贄殿遮那的持有者陷入危機而和贄殿遮那分隔兩地時，他會再次出現直到把贄殿遮那交回持有者手中（在動畫第三期第9集中再次出現）。

## 火霧戰士與簽約的紅世魔王
已登場的火霧戰士與簽約的紅世魔王列表
| 紅世魔王                    | 稱號           | 火霧戰士          | 神器                                         | 火炎的顏色           |
| --------------------------- | -------------- | ----------------- | -------------------------------------------- | -------------------- |
| 「天壤劫火」 亞拉斯特爾     | 炎髮灼眼的殺手 | 瑪蒂達·桑特美爾   | 戒指 「克庫特斯」                            | 熾紅色               |
| 「天壤劫火」 亞拉斯特爾     | 炎髮灼眼的殺手 | 夏娜              | 吊墜 「克庫特斯」                            | 熾紅色               |
| 「蹂躪的爪牙」 馬可西亞斯   | 悼文吟誦人     | 瑪瓊琳·朵         | 大型精裝書 「格利摩爾」                      | 深藍色               |
| 「夢幻冠帶」 蒂雅瑪特       | 萬條巧手       | 威爾艾米娜·卡梅爾 | 頭巾/狐面面具 「佩爾蘇娜」                   | 淺紅色               |
| 「不拔的尖嶺」 貝海默特     | 盛裝騎手       | 卡姆辛·奈夫哈維   | 玻璃珠繩結 「薩比亞」                        | 褐色                 |
| 「麋碎裂眥」 巴拉爾         | 輝爍撒手       | 蕾貝卡·瑞德       | 有著一顆眼珠的手鐲 「克羅瓦」                | 桃紅色               |
| 「虛幻色森」 哈露法絲       | 愁夢吹奏人     | 德瑞爾·庫柏利克   | 柺杖外型 「芬雪爾洛提」                      | 淡橘色               |
| 「珠漣清韻」 珊堤亞         | 無窮探索人     | 皮耶魯·蒙提威爾   | 懷錶 「哥羅佐」                              | 海藍色               |
| 「曠野手綱」 莉莉絲         | 玉紋騎手       | 蘭                | 韁繩 「伊士曼」                              | 亮綠色               |
| 「奉之錦旆」 帝鴻           | 劍花薙手       | 虞軒              | 直劍 「昆吾」                                | 紅梅色               |
| 「突軼之戟」 窮奇           | 強毅處手       | 季重              | 紅櫻槍 「建木」                              | 鬱金色               |
| 「賢哲之鑑」 白澤           | 精微解手       | 范勲              | 盾牌 「丹陽」                                | 代彩色               |
| 「應用技藝」 布莉姬         | 骸體變換人     | 恩尼斯特·佛萊德   | 人造玫瑰花 「神之珍釀」                      | 鳶色                 |
| 「拂之雷劍」 武甕槌神       | 震威結手       | 蘇菲·薩法利修     | 四芒星刺繡 「多納」                          | 眩目的紫色電光       |
| 「布置靈泉」 葛羅歌         | 姿影派遣人     | 法蘭西斯·奧力克   | 大水壺 「絲波蕾特」                          | 紫苑色               |
| 「截之猛狼」 加羅           | 憑皮舁手       | 丹尼              | 斗篷 「懷賓」                                | 淺棕色               |
| 「環迴之角」 哈根第         | 殊態搖手       | 亞歷              | 長細劍 「柯塔娜」                            | 栀子色               |
| 「破曉先驅」 奧翠妮雅       | 極光射手       | 卡爾·貝瓦爾德     | 箭鏃型 「卓婭」                              | 極光                 |
| 「夕暮後塵」 維琪妮雅       | 極光射手       | 琪雅拉·托斯卡納   | 箭鏃型 「卓婭」                              | 極光                 |
| 「冥奧之環」 亞吉斯         | 棺柩裁縫師     | 提絲              | 金環 「無名的金環」                          | 藍色                 |
| 「虺蜴之帥」 韋拉           | 魑勢引導人     | 尤里·佛洛伊卡     | 短劍型 「戈維爾拉」                          | 丹紅色               |
| 「絢之絹掛」 基佐           | 鬼功推手       | 薩雷·哈布斯堡     | 十字操縱具型 「連格」和「加提」 （二位一體） | 紫色                 |
| 「觜距鎧仗」 蓋因           | 空裹裂手       | 克勞德·泰勒       | 向左的鷹頭徽章 「蘇亞拉」                    | 天藍色               |
| 「弄巧之摽」 菲菲妮拉       | 具象架構手     | 丹·羅傑斯         | 鋼筆 「B.S.I」                               | 淺藍色               |
| 「鬼道魁主」 奧汀           | 昏亞駕馭人     | 席拉蒂佳特        | 紅寶石胸針 「希利德斯凱拉夫」                | 薔薇色               |
| 「欺蔽套子」 哥羅巴         | 荊扉編手       | 塞西莉亞·羅德里戈 | 獠牙形吊墜 「愛瑟佩娜」                      | 柳綠色               |
| 「利銳暗流」 勞特           | 戈伏衝手       | 克萊門斯·羅特     | 提燈 「羅姆」                                | 木炭色               |
| 「異驗技工」 尤菲厄爾       | 興趣繪手       | 尼古拉斯·居伊     | 畫筆 「看不見的手」                          | 隨心情而變化的棕色系 |
| 「吾鱗之泰盾」 基尼特拉     | 犀渠護手       | 薩謬爾·迪曼提亞斯 | 有手指一般大的銀酒杯 「塔波爾」              | 薄墨色               |
| 「爛班爐」 斯潘特           | 燿暉選手       | 德特              | 翡翠耳環 「亞維絲雅」                        | 鴨羽色               |
| 「瘴煙之鉦」 相柳           | 露刃捲手       | 劉陽              | 大太刀 「羽淵」                              | 葉綠色               |
| 「凜乎涌沸」 索列姆         | 冰霧削手       | 諾曼·賽爾         | 拉鍊 「約格圖魯」                            | 生銹的淺蔥色         |
| 「叢倚領袖」 狄瓦娜         | 従佐指手       | 保羅·基奇         | 直笛 「羅卡杜魯」                            | 胡桃色               |
| 「勘破之眼」 菲爾           | 樞機向手       | 波特              | 聖物 「福斯」                                | 蔚藍色               |
| 「祛邪刻屈」 大山咋神       | 理法裁手       | 山邊              | 獨鈷杵 「只有開啟的意圖」                    | 近體色               |
| 「長柯之腕」 艾奧           | 奔馳抜手       | 喬治              | 長劍 「弗拉加的齒條」                        | 金棕色               |
| 「闊遠之謡」 卡利俄佩       | 誑欺吐手       | 法迪              | 帽子 「恩典的盤子」                          | 薄暮色               |
| 「訓議天牛」 撒共           | 替移接手       | 伊榮              | 硬幣 「魯特尼恩」                            | 酒红色               |
| 「紀律按拍」 戴伯格         | 攪和打手       | 格林卡            | 眼鏡 「潘哈茲」                              | 雌黃色               |
| 「生阜之擁」 刻瑞斯         | 蘇活撫手       | 阿爾馬            | 圍巾 「科迪奧法」                            | 朽葉色               |
| 「至知月輪」 舒特溫         | 擒拿捕手       | 福爾摩斯          | 枷鎖 「泰迪林」                              | 茶色                 |
| 「筆記之恩」 帕勒姆         | 末路語手       | 沙魯素·萊羅里薩爾 | 筆記本 「諾查丹瑪斯」                        | 帶微黃的草紙色       |
| 「秘説領域」 拉賽爾         | 潛伏追趕者     | 盧特貝魯格        | 由細鏈組成的鐵爪 「萊昂納多波圖斯的解放」    | 薄紅色               |
| 「啟導之籟」 魁札爾科亞特爾 | 星河呼喚者     | 伊斯特艾基        | 圓形石製勳章 「提歐托爾」                    | 青瓷色               |
| 「殊榮之鼓」 特拉洛克       | 皓露乞求者     | 辛塔希爾          | 四角狀石製獎章 「泰奧特爾」                  | 琉璃色               |
| 「憚懾之莞」 特斯卡特利波卡 | 群魔召喚者     | 桑司柏雷          | 尖石狀石製獎章 「提歐托爾」                  | 象牙色               |
| 「清漂之鈴」 查爾丘特里魁   | 滄波揮舞人     | 薇絲特修兒        | 波浪狀石製勳章 「媞歐托爾」                  | 珊瑚色               |
| 「遍照之暈」 維齊洛波奇特利 | 焦沙之敷手     | 路斯利亞          | 中空的石製勳章 「提歐托奧」                  | 金黃色               |

以下內容會先介紹紅世魔王，其後是曾經（或現在）與其契約的火霧戰士。

### 亞拉斯特爾及其契約的火霧戰士
亞拉斯特爾
瑪蒂達·桑特美爾 (Matilda Santmayer)
日文：
配音：岡村明美（日本）；許雲雲（台灣）；顧詠雪（第三季）（香港）
為「天壤劫火」亞拉斯特爾第一個契約者，初代「炎髮灼眼的殺手」，個性爽朗豪邁的女中豪傑，絕技是以自身火焰構成的隊伍「騎士團」，不管是使徒或魔王還是火霧戰士都一致公認為當代最強的火霧戰士。與「天壤劫火」亞拉斯特爾是互相信任愛戀的關係，和威爾艾米娜及蒂雅瑪特是戰友，對於鍾情自己的「虹之翼」梅利希姆抱持著抗拒但不排斥厭惡的感覺。
能夠自由施展天壤劫火的力量而被稱為「女英豪」。和威爾艾米娜之間的搭檔是典型的力量與技術的組合。
在小說第十集的討伐使徒集團「弔祭喪鐘」戰爭中，威力极其強大的九名魔王「九垓天秤」其中七名都被兩人殲滅擊敗，最後在重傷瀕死的狀態下啟動秘法「天破壤碎」犧牲自己生命讓亞拉斯特爾得以以本體顯現殲滅魔王棺柩裁縫師。
在「大戰」18年前的吞噬都市的戰役中率先殲滅九垓天秤之一「戎君-哈瓦瓦」，在決戰五日前的「小夜啼鳥」爭奪戰中殲滅九垓天秤之一「天凍之俱-尼祿塔」，決戰時和威爾艾米娜聯手殲滅九垓天秤之一「大擁爐-摩洛」、擊敗九垓天秤之一「虹之翼-梅利希姆」並與之定下約定、將九垓天秤之一「兇界卵-桀利」當作祭品啟動秘法「天破壤碎」、以秘法「天破壤碎」神威召喚「天壤劫火-亞拉斯特爾」殲滅「九垓天秤」的主人「棺柩裁縫師-亞吉斯」。

打敗梅利希姆後和他立下三個約定：
1、不准再吞噬人類
2、不准再危害世間
3、基於對我的愛，盡可能的磨練繼我之後的「炎髮灼眼的殺手」
夏娜

### 馬可西亞斯及其契約的火霧戰士
馬可西亞斯（Marchosias）
日文：
配音：岩田光央（日本）；賀宇傑（台灣）；黎家希（第二季）；張振熙（第三季）（香港）
真名為「蹂躪的爪牙」的紅世魔王，真名來自所羅門七十二柱魔神中排名第35位的魔神，被「大地四神」稱為「暴狼」，顯現時的外形是壯得像熊的狼。喜歡調侃契約人瑪瓊琳·朵。神器為大型精裝書「格利摩爾」，炎色是深藍色；名字來自於惡魔Marchosias（地獄侯爵，形態為有角的狼）。經常說了一些令瑪瓊琳·朵不悅的話而被毆打。（但在瑪瓊琳·朵遭受挫折及情緒低落時始終選擇安慰而非調侃）
瑪瓊琳·朵（Margery Daw）
日文：
配音：生天目仁美（日本）；許雲雲（台灣）；方淑儀（第一、二季）；陳雪瑩（第三季）（香港）
通稱為「悼文吟誦人」的火霧戰士，簽約的紅世魔王是「蹂躪的爪牙」馬可西亞斯，也是繼夏娜與威爾艾米娜後最常出現的火霧戰士。
來自英國，身穿紫色套裝、栗色長髮紮馬尾、碧眼、戴平光眼鏡，身材火辣如超級名模般的成熟大美女。好戰份子，只要有對象就針對目標一口氣掃蕩的性格，而被「千變」稱為「殺戮的美人」與被「大地四神」稱為「憤怒的巨獸」，不分青紅皂白的追殺拉米。是個隨時能即興創作出自在法的天才型自在師。喜歡喝酒，酒品極差，宿醉時醜態百出，但還是一有機會就牛飲。對於調侃她的馬可西亞斯會施以拳擊，醉得快昏倒的時候更會施以酷刑——百迴轉。
她在作戰時所唸的咒語統稱為「屠殺即興詩」。並且有個不為人知的悽慘過去（在瀕死中與「蹂躪的爪牙」締結契約），一心要找出「銀」達成報復。

### 蒂雅瑪特及其契約的火霧戰士
蒂雅瑪特（Tiamat）
日文：
配音員：日：渡邊明乃／台：許雲雲／港：方淑儀（第一、二季）；顧詠雪（第三季）
真名為「夢幻冠帶」的紅世魔王，被「大地四神」稱為「寡言的大河」，比契約者威爾艾米娜要冷淡十倍，說話時大多也是四字成語、或罕用字，早先與蕾貝卡等人行動時是頭飾的形態，現平時則作為威爾艾米娜的女僕般的頭巾，戰鬥狀態會化為狐面面具。顏色為淺紅色。
威爾艾米娜·卡梅爾（Wilhelmina Carmel）
日文：
配音員：日：伊藤靜／台：馬君珮（第一季）；黃珽筠（第二、三季）／港：黃鳳兒（第一、二季）；王夢華（第三季）
和紅世魔王「夢幻冠帶」契約，通稱為「萬條巧手」的火霧戰士。為實現先代「炎髮灼眼的殺手」的遺願，於「天道宮」上培育夏娜成為現任「炎髮灼眼的殺手」，為構成夏娜個性及回憶的要人之一，其角色地位相當於夏娜的母親。
口頭禪為語末加上「～是也（～であります）」，總是作古式女僕裝扮（數百年前是古式洋服），為人嚴肅謹直，面無表情且待人冷淡，但暗地裡卻極易動情且對夏娜呵護備至。
作戰時放出緞帶構成各種結構作攻防為其絕技，不擅長進攻，但活用戰技及防禦使其成為強大的火霧戰士之一，因此也被稱為「戰技無雙的踏舞姬」。戰鬥狀態搭配狐臉面具型神器「佩爾蘇娜」（動畫中第一期的面具僅覆蓋臉部上半，第二期後以及小說原著都是覆蓋全臉型的面具）。對「虹之翼」梅利希姆抱有淡淡的愛情。在動畫第三期第八集中在海中重新叫起天道宮升空。也和卡姆辛·奈夫哈維及蕾貝卡·瑞德一起去救夏娜。
動畫版第三季結尾從吉田那裡接受約翰與費蕾絲的委託，將象徵兩人存在的孩子尤斯圖斯扶養長大。與蕾貝卡一同前往新世界─無何有鏡去一同扶養尤斯圖斯。
在十六世紀決戰時曾和瑪蒂達聯手殲滅九垓天秤的「大擁爐-摩洛」、「鐵甲龍-伊盧堤卡」、以及「黑色之水-雀兒諾柏格」。

### 貝海默特及其契約的火霧戰士
貝海默特（Behemoth）
日文：
配音：寶龜克壽（日本）；李世揚（台灣）；陳健豪（第三季）（香港）
真名為「不拔的尖嶺（不抜の尖嶺）」的紅世魔王，聲音是溫和的老人，但事實上比卡姆辛還無情。神器是掛在卡姆辛左手上的一串玻璃珠「薩比亞」。口頭禪是「嗯嗯」。炎色為褐色。其名字源自於聖經中的巨獸。
卡姆辛·奈夫哈維（Khamsin Nbh'w）
日文：
配音：皆川純子（日本）；許雲雲（台灣）；黃鳳兒（第一、二季）；陳雪瑩（第三季）（香港）
通稱為「盛裝騎手（儀装の駆り手）」和「破壞狂」（因每次攻擊都會把所有東西破壞，請見動畫第三期的第9集)，也被「大地四神」稱為「高聳之岩」，和紅世魔王「不拔的尖嶺」訂下契約，最古老的火霧戰士之一。外表為十歲未到的深膚色外國小孩模樣，然而身上卻帶有無數的疤痕及讓人不敵的威嚴感，是老成又認真的火霧戰士。火霧戰士皆直稱「老爺子們」。
目前工作為修正、調節世界因存在之力被吸收所引起不平衡的「調音師」。持有能讓一般人分辨出「火炬」的單片眼鏡型寶具「傑塔托拉」，以手持的巨大鐵棒「梅凱斯特」及自在法「卡達修的心室」及「卡達修的血脈」進行調音。
口頭禪是「啊啊」。為人有一點不合情理，會無意地作出無視他人的決定，悠二便因此而對他生厭。戰鬥力是超乎想像地強，以巨人（巨人能夠飛行，請見動畫第三期的第9集）的姿態舞動流星錘及發出飛石等進行戰鬥（但準確度不是太高），不分敵我無差別地攻擊，是「一個威力強大但絕對難以叫人信賴」的前輩。曾因一次調音工作而請求吉田一美幫助，輾轉間令一美知道悠二他們的情況。
契約前是某炎熱古國的王子，在他自己的回憶裡，似乎是曾經和某個"怪物"(實際上是女性的紅世之徒)彼此相愛，但結果卻是以死鬥並殺死對方的悲劇收場。卡姆辛的父王以使命為理由唆使卡姆辛與該徒為敵，而在討滅那位女性使徒後的數百年間，卡姆辛一直活在悔恨之中。 在動畫第三期第八集中和威爾艾米娜·卡梅爾及蕾貝卡·瑞德一起去救夏娜。在之後的大命詩篇中，為了保護其他的火霧戰士以及吉田一美而獨自承受許多敵方的攻擊，最後左半邊的身體完全燒傷而傷重犧牲。臨走前向吉田一美託付了最後的話後安詳地離去，死前期待著自己能在沒有使命的世界(指死後的世界)裡與那位深愛的使徒能坦誠以對。

### 哈露法絲及其契約的火霧戰士
哈露法絲（Halphas）
日文：
真名為「虛幻色森（虚の色森）」的紅世魔王，真名來自所羅門七十二柱魔神中排名第38位的魔神，神器為柺杖外型的「芬雪爾洛提」，不擅長戰鬥，善於使用幻術。炎色為淡橘色。
德瑞爾·庫柏利克 (Dreier·Kublick)
日文：
稱號為「愁夢吹奏人」，和紅世魔王哈露法絲訂下契約。雖然外表年老，可是其真實年齡比起其他火霧戰士還年輕，思想比較現代化。被「大地四神」稱呼為「幻之淚」。雖然不擅長戰鬥，但很善於使用幻術，而且他使「外界宿」成為更方便的設施，其建立的「庫柏利克交響樂團」不只幫火霧戰士們收集了不少情報，也提供火霧戰士經費和方便的交通設施，是個不可或缺的後勤人員，可是卻被使徒組織“化裝舞會」的將軍—「千變」修德南殺害。

### 珊堤亞及其契約的火霧戰士
珊堤亞 (Shantia)
日文：
稱號為「珠漣清韻」的紅世魔王，性格開朗既善談，神器為懷錶「哥羅佐」，炎色為海藍色。
皮耶魯·蒙提威爾第 (Pietro Monteverdi)
日文: 
稱號為「無窮探索人」，經常穿著一身淡紫色的西裝的貴公子。稱呼與其契約的魔王「珠漣清韻」珊堤亞為娘親。統率負責全世界交通支援的「蒙提威爾第合唱團」的男火霧戰士，與德瑞爾一樣為不可或缺的後勤人員，但卻與德瑞爾一同死於使徒組織「化裝舞會」的將軍「千變」修德南下。

### 莉莉絲及其契約的火霧戰士
莉莉絲 (Lilith)
日文：
稱號為「曠野手綱」的紅世魔王，非常神秘的女性魔王，在魔王時期時力量十分強大，而被尊稱為「在風中奔馳的龍馬」，在紅世消失3000年後與蘭契約。沒有把自己的名字說給別人，甚至連自己的合約人也沒有說，後在蘭被殺死時透露出自己的名字為莉莉絲，神器為韁繩「伊士曼」，炎色為亮綠色。
蘭 (Nam)
日文：
稱號為「玉紋騎手」的火霧戰士，中亞的重要據點外界宿「晚崖洞」的指揮官，性格和善溫和，所以被所有火霧戰士稱呼為「親愛的老婆婆」，外表為幾乎全身都被繃帶包裹著的女性，但從露出的手臂與頭部得知其與莉莉絲契約是大約二十歲左右，實力高強，而被尊稱為「帶著韁繩的少女」，在大約二十年代初遭「壞刃」沙布拉克設計陷害，雖然「約定的兩人」極力阻止，但還是遭到殺害，成為最早身亡的外界宿指揮官之一。

### 帝鴻及其契約的火霧戰士
帝鴻 (Di Hong)
日文：
配音：間宮康弘（日本）
於小說第16集首度登場的男紅世魔王，稱號為「奉之錦旆」，神器為直劍「昆吾」，炎色為紅梅色，經常把中國歷史的術語混入說話之中，稱「千變」修德南為蚩尤，名字取自黃帝的別名。
虞軒 (Yu Xuan)
日文：
配音：慶長佑香（日本）
於小說第16集首度登場，稱號為「劍花薙手」，年約一百至二百多歲，擁有玲瓏的身材與驚豔的美貌的女火霧戰士。
為上海外界宿指揮官，擁有東洋數一數二的實力，能力為把自己變成由紅梅色火粉構成的天女影像的自在法「捨身劍醒」。
在上海外界宿快遭殲滅時對上「化妝舞會」三柱臣的將軍「千變」修德南，雖然已經使出混身解數，但還是敗下陣來，而且更在臨死前連慘叫與呻吟的叫聲都沒能發出就慘死於修德南的「神鐵如意」之下。

### 布莉姬及其契約的火霧戰士
布莉姬 (Brigid)
日文：
配音：高森奈津美（日本）；陳雪瑩（香港）
動畫第三期第6集第一次出場的女紅世魔王，稱號為「應用技藝」，神器為人造玫瑰花「神之珍釀」，炎色為鳶色。平時說話很害羞且十分之維護佛萊德。
恩尼斯特·佛萊德 (Ernest·Fred)
日文：
配音：濱田賢二（日本）；陳健豪（香港）
原名為阿弗斯特，稱號為「骸體變換人」，動畫第三期第6集第一次出場，是東京外界宿的司令。似乎總是穿著白色的全套西裝。平時叫布莉姬為大小姐。初登場曾囚禁佐藤啟作、冒名蕾貝卡·瑞德寫信給威爾艾米娜·卡梅爾請求前往東京參戰。動畫第三期第8集中和其他人一起守護東京外界宿，在救援火霧戰士同伴時，諷刺「蓦地祲」利維佐改不掉戰鬥帶頭的習慣，而後製造幻境請求「笑謔之聘」來福卡告知神諭，能力為自由改變自己驅體的硬度。

### 武甕槌神及其契約的火霧戰士
武甕槌神
日文：
配音：野島裕史（日本）；張振熙（香港）
真名為「拂之雷劍（払の雷剣）」的紅世魔王，被「大地四神」稱為「寂靜之雷」，真名來自日本書紀中伊邪那歧斬殺火之速藝男神後從十拳劍上滴落的血所出生的武甕槌神。神器是蘇菲·薩法利修頭上的四芒星刺繡「多納」。炎色為炫目的紫色電光。
蘇菲·薩法利修 （Sophie Sawallisch）
日文：
配音：勝生真沙子（日本）；許雲雲（台灣）；王夢華（香港）
通稱為「震威結手（震威の結い手）」被「大地四神」稱為「天空之鎚」，和紅世魔王「拂之雷劍」訂下契約。外表為一位中年的修女，使用紫色的「雷電」進行攻擊，實力強大，但不擅長持久戰。在小說第十集前傳的討伐使徒集團「弔祭喪鐘」戰爭中，擔任火霧戰士軍團的總指揮官，並且殲滅九垓天秤之一「嚴凱-烏利庫米」。
曾經在夏娜剛離開天道宮時指導她一段時間，接連被瑪蒂達和夏娜兩代炎髮灼眼稱為大膽媽媽。原本已呈現半隱居狀態，但由於德瑞爾被修德南所消滅，呈現一團混亂的外界宿將其請回作為協調領袖，再次擔任指揮工作。
配合威爾艾米娜·卡梅爾等人進行救援夏娜任務，利用卡姆辛·奈夫哈維、蕾貝卡·瑞德在「星黎殿」動亂，執行空降火霧戰士任務，並在戰場中擊殺「淼渺使」迪卡拉比亞，最後戰事因祭禮之蛇出現，並用言語瓦解火霧戰士信念，迫使進行「退潮」為名的大撤退，此戰損失了八成的火霧戰士。於後記從瑪瓊琳·朵口中得知，她已重新回到隱居狀態。

### 加羅及其契約的火霧戰士
加羅 (Galleu)
日文：
真名為「截之猛狼」的紅世魔王，真名來自法文的狼人，神器為棕色的斗篷「懷賓」，炎色為淺棕色。
丹尼 (Denis)
日文：
稱號為「憑皮舁手」的火霧戰士，首次出現於外傳漫畫《灼眼的夏娜X Eternal song -遙遠的歌-》。蘇菲的副官與好友，也是「弔祭喪鐘」大戰時期的幕僚長之一，身型高大且操非常禮貌的口音的男子，於20世紀初即與「革正團」大戰時期時戰死。

### 哈根第及其契約的火霧戰士
哈根第 (Hagenti)
日文：
真名為「環迴之角」的紅世魔王，真名來自所羅門七十二柱魔神中排名第48位的魔神，神器為一把長細劍「柯塔娜」，炎色為梔子色。
亞歷 (Alex)
日文：
稱號為「殊態搖手」的火霧戰士，首次出現於外傳漫畫《灼眼的夏娜X Eternal song -遙遠的歌-》。蘇菲的副官與好友，也是「弔祭喪鐘」大戰時期的幕僚長之一，身型細小且經常說錯說話的男子，於20世紀初即與「革正團」大戰時期時戰死。

### 奧翠妮雅和維琪妮雅及其契約的火霧戰士
奧翠妮雅和維琪妮雅 (Autryniya & Vichyniya)
日文：
配音：葉山郁美（日本）；莎拉、王夢華（香港）
真名分別為「破曉先驅（破暁の先駆）」和「夕暮後塵（夕暮の後塵）」的兩位紅世魔王，是一對一體同心姐妹，被「大地四神」稱為「紛飛的雙面」，同為卡爾·貝瓦爾德和琪雅拉·托斯卡納的契約魔王，神器是箭鏃形的「卓婭」。炎色為極光的顏色。
卡爾·貝瓦爾德 （Karl Berwald）
日文：
通稱為「極光射手（極光の射手）」，和紅世魔王同心一體的姐妹奧翠妮雅和維琪妮雅訂下契約。外型為長著山羊鬍的青年，騎著箭鏃型神器「卓婭」的傑出火霧戰士，在大戰中擔任副指揮官並且殲滅九垓天秤之一「焚塵之關-塞卡」，可是後來遭遇修德南未經確認敵人身份便衝上前去結果一大意便遭到秒殺。
琪雅拉·托斯卡納 （Chiara Toscana）
日文：
配音：茅野愛衣（日本）；黃珽筠（台灣）；顧詠雪（香港）
被「大地四神」稱為「閃爍之箭」的二代極光射手，於小說15集首次亮相，與師傅（後來也成為戀人）薩雷共同對抗革正團的薩拉凱爾，後來在化裝舞會發動的戰爭（即小說16集之後）中也有活躍的表現，也騎著箭鏃型神器「卓婭」。

### 基佐及其契约的火雾战士
吉索（Gizo）
日文：
配音：吉開清人（日本）；張振熙（香港）
真名为「绚之羈掛（绚の羂挂）」的紅世魔王，火焰呈紫色。神器是两个一组的十字操纵具型的「連格」和「加提」（二位一体）。
萨雷·哈布斯堡（Seere Habsburg）
日文：
配音：松本忍（日本）；李世揚（台灣）
通稱為「鬼功推手」。
和红世魔王“绚之绢挂”吉索的火雾战士，被“探耽求究”丹塔利歐教授作为实验材料，强制契约。
（奇妙的是，萨雷并不憎恨教授，还称呼教授为老爹，但教授本人认为是孽缘，并认为萨雷比谁都讨厌），教授给萨雷起的名字是“我学之结晶13261实验体 - 合二为一无敌超人”。

### 蓋因及其契约的火雾战士
蓋因（Caim）
日文：
於小說15集首次登場的紅世魔王，真名來自所羅門七十二柱魔神中排名第53位的魔神，稱號為「觜距鎧仗」，神器為向左的鷹頭形徽章「蘇亞拉」，性格有點毒舌，且經常批判別人的壞處，炎色為天藍色。
克勞德·泰勒（Claude Taylor）
日文：
小說15集首次登場，稱號為「空裏裂手」，唯一一個向「紅世」倒戈相向的火霧戰士，外表有著猶如黑道般面孔的高大男子，「革正團」的同志之一。在與蓋因契約前與妻子和兒子生活在一起，並以耕田為生，但在一次紅世使徒的獵食中親眼看見其妻子和兒子被大口吞噬，悲憤交加下在臨死前與蓋因契約，隨即把所有使徒殲滅。在火霧戰士中極為擅長空戰與持久戰，在戰鬥時會穿著力量外衣「沙克寇特」，而能力為隨意把身體的某個部分化成動物的形態。在與薩雷、琪雅拉和「約定的兩人」的戰鬥中得知妻子臨死前的口信下與蓋因話別後遭琪雅拉以極光般的速度衝下地面後以被「鷹獅之炮」和「龍式之炮」擊殺身亡。

### 韋拉及其契約的火霧戰士
韋拉（Valac）
日文：
配音：山川琴美（日本）；黃珽筠（台灣）
真名為「虺蜴之帥（虺蜴の帥）」的紅世魔王，神器是短劍形的「戈維爾拉」。炎色為丹紅色。女性紅世魔王。對尤里的事情相當關心。
動畫版譯作華劣克。
尤里·佛洛伊卡（Yuri Foluoyika）
日文：
配音：三瓶由布子（日本）；傅其慧（台灣）
通稱為「魑勢引導人（魑勢の牽き手）」，和紅世魔王「韋拉」訂下契約。年紀約十五、六歲的火霧戰士，實際年齡也相當小。在美國遇到悼文吟誦人，並在當地擊殺了紅世使徒「穿轍之洞」亞納伯格，但在之後被作為亞納伯格的臨時保鑣的「千變」修德南消滅。

### 巴拉爾及其契約的火霧戰士
巴拉爾 （Barral）
日文：
配音：砥出惠太（日本）；袁德基（香港）
真名為『麋碎裂眥』的紅世魔王。
動畫第三期第6集第一次出場，神器是有著一顆眼珠的手鐲，在麗貝卡使用力量時手鐲中間的眼珠會張開。炎色為桃紅色。
蕾貝卡·瑞德 （Rebecca Reed）
日文：
配音：桑島法子（日本）；顧詠雪（香港）
動畫第三期第6集第一次出場的女性火霧戰士。通稱為「輝爍散布人」和「爆彈魔」，和紅世魔王「巴拉爾」訂下契約。外表年紀約十八至二十五歲的火霧戰士，實際年齡也相當大，和「萬條巧手」威爾艾米娜·卡梅爾是舊友，在動畫第三期第6集因為佐藤啟作的關係而和他一起從東京的外界宿總部回去御崎市去當威爾艾米娜·卡梅爾的幫手，後在動畫第三期第8集中去和威爾艾米娜及卡姆辛一起去救被悠二帶走的夏娜。攻擊方式是將桃色的火炎聚集於手中再扔出引發爆炸，或者是使用張開眼睛的手鐲製造出爆炸的自在法攻擊目標。由於僅有一顆爆炸炎球就能造成相當大的爆炸威力，因此若是扔出複數的炎球造成的爆炸威力將會非常可觀。最後與眾位火霧戰士前往「無何有鏡」。

### 葛羅歌及其契約的火霧戰士
葛羅歌 (Grogach)
日文：
配音：小幡記子（日本）；莎拉（香港）
動畫第三期第6集第一次出場的女性紅世魔王，稱號為「布置靈泉」，神器為大水壺「絲波蕾特」，炎色為紫苑色。性格冷靜沉著。
法蘭西斯·奧力克 (Francis Auric)
日文：
配音：松岡禎丞（日本）；張振熙（香港）
動畫第三期第6集第一次出場，稱號為「姿影派遣人」，有著一副遮掩著眼睛的長髮，打扮得像一個探險家的怪異青年。性格有點神經質，為蘇菲自大戰以來的好朋友，在化妝舞會討伐戰中擔任兵團的副官。

### 菲菲妮拉及其契約的火霧戰士
菲菲妮拉 (Fifinella)
日文：
動畫第三期第8集第一次出場的女性紅世魔王，性格冷靜，稱號為「弄巧之摽」，神器為鋼筆「B.S.I」，炎色為淺藍色。
丹·羅傑斯 (Dan Rogers)
日文：
動畫第三期第8集第一次出場，稱號為「具象架構手」，性格有點冒失，外表為穿著西裝襯衫的中年男子，能力為他畫出來的圖騰都會實體化且能使用強化形質的自在法「傳媒資料」，在化妝舞會討伐戰中擔任守護羅馬尼亞安德雷要塞的幕僚長。

### 奧汀及其契約的火霧戰士
奧汀 (Odin)
日文：
配音：樋口智透（日本）
動畫第三期第8集第一次出場的男性紅世魔王，稱號為「鬼道魁主」，神器為紅寶石胸針「希利德斯凱拉夫」，名字取自北歐神話中的主神，炎色為薔薇色。
席拉蒂佳特 (Hildegard)
日文：
配音：齊藤佑圭（日本）
動畫第三期第8集第一次出場，稱號為「昏亞駕馭人」，穿著一身黑色喪服的女性，在化妝舞會討伐戰中擔任守護羅馬尼亞安德雷要塞的指揮官，能力為潛入敵人影子中的自在法「瞑目的夜景」。

### 庫耶列布及其契約的火霧戰士
庫耶列布 (Cuelebre)
日文：
稱號為「欺蔽套子」的男性紅世魔王，神器為長了一對角的墜子「愛瑟佩娜」，名字取自阿斯圖里亞斯的坎塔布連神話中的蛇形巨龍，炎色為柳色。在故事中一直被賽希莉雅的圍巾遮住，與夏娜、亞拉斯特爾見面後也始終保持沉默，直至契約人被殲滅時，才回應了亞拉斯特爾的詢問。
賽希莉雅·羅德里戈 (Cecilia Rodrigo)
日文：
登場於SIII卷。稱號為「荊扉編織人」的女性火霧戰士。是為了迎接「大戰」而倉促催生的殺手之一。善於防禦但不善於戰鬥，能夠施展強化性狀的力量，其中自在法「王城」亦可用於困住強大的敵人。大戰過後失去了積極的生存意志，受到了「戈伏衝手」克萊門斯·洛特的邀約，成為了戰鬥技巧上互補的搭檔並一同踏上旅程，此後便因傾慕而將克萊門斯當作是自己的一切。兩人在旅途中與「卓彥士」大穴牟遲成了勁敵並數度交鋒，最後克萊門斯死於大穴牟遲之手，此後便執著於找尋克萊門斯口中曾經提及的「寶物」。對於「寶物」的執著，使賽希莉雅顯得自私且情緒化，更將克萊門斯生前贈送的獸毛圍巾當作至寶而不允許他人觸碰，這樣的她間接造成外界宿數度派遣來殲滅大穴牟遲的人員死亡。在利用夏娜拖延大穴牟遲後，成功找到了「寶物」，卻立刻被隨後趕上的大穴牟遲擊殺。

### 勞特及其契約的火霧戰士
勞特 (Nott)
日文：
稱號為「利銳暗流」的女性紅世魔王，性格冷靜沉著，炎色為木炭色，神器為燈泡「羅姆」。真名取自北歐神話中代表夜晚的女神。
克萊門斯·洛特 (Clemens Rott)
日文：
於SIII卷中提及。稱號為「戈伏衝手」的男性火霧戰士。能力善於攻擊但不適合大規模戰鬥，在「大戰」後與「荊扉編織人」賽希莉雅·羅德里戈結為夥伴一同旅行，在之後的旅途中與「卓彥士」大穴牟遲數度交鋒而成了勁敵，在最後一次對戰中讓賽希莉雅逃離後死亡。

### 基尼特拉及其契約的火霧戰士
基尼特拉 （Zirnitra）
日文：
配音：山內建嗣（日本）
真名為『吾鱗之泰盾』的男性紅世魔王。動畫第三期第6集第一次出場，神器是銀酒杯「塔波爾」。動畫第三期第6集第一次出場，個性穩重老成，在薩謬爾·迪曼提亞斯執行「退潮」命令，作為誘餌犧牲時，與之話別。
薩謬爾·迪曼提亞斯（Samuel Demantius）
日文：
配音：野島昭生（日本）；袁德基（香港）
動畫第三期第6集第一次出場的男性火霧戰士。通稱為「犀渠護手」（蘇菲稱他為「孤兒」--身為人類時用過的綽號），也被「大地四神」稱為「巖之盾」，和紅世魔王「吾鱗之泰盾」訂下契約。是位經驗十足的老火霧戰士，年紀估算約有600多歲。他的左眼有著一大片的傷疤，因此左眼是失明的。他的能力為建造碉堡的自在法「季斯卡之丘」和「西吉斯蒙德之門」，此能力能集結他人的力量隨心所欲地使用，在動畫第三期第15集中因為要延長火霧戰士逃走的時間，而一個人留下來駐守追擊而來的敵人而戰死。外表和人類時的背景可能是參考二戰的德軍將領。

### 亞吉斯及其契約的火霧戰士
亞吉斯
提絲
日文：
通稱為「棺柩裁縫師」，和紅世魔王「冥奧之環」亞吉斯訂下契約。最早出現的火霧戰士之一，外表為一名藍髮少女，被形容為「頂著金環的戰女」，實力高強，更曾是封印「祭禮之蛇」的其中一人，能自由使用閉鎖空間封鎖並加以分割與爆破敵人的自在法「清淨之棺」，在當時是極為有名的火霧戰士，卻犯下禁忌與和其簽訂契約的魔王亞吉斯戀愛，更曾經夢想生下亞吉斯的孩子（是不可能實現的夢想），後來因人類的迫害而死，而在其死後被亞吉斯放進棺材中等待他的壯舉（使她復活），神器為金環「無名的金環」。

### 尤菲厄爾及其契約的火霧戰士
尤菲厄爾 (Yofieru)
日文：
稱號為「異驗技工」的男性紅世魔王，個性陰沈怪異且不愛說話，但說出話來就像評論家般毒舌，疑似對藝術方面很有興趣，神器為畫筆「看不見的手」，炎色為隨著心情而變化的棕色系。
尼古拉斯·居伊 (Nicolas Guy)
日文：
首度登場於小說第19話。稱號為「興趣繪手」，近乎病態的戰鬥狂，而且只要惹他就會發狂，是對使徒和魔王極為恐怖的存在，但對眾位火霧戰士卻非常文靜。能夠隨意操縱物體色彩和變化其物理特質，舉例說在雪上畫劍，雪就有劍的特質的能力。在前往星黎殿的潛伏區域的中國路上與其帶領的火霧戰士埋伏，成功的阻止「驀地侵」利維佐與「蠱溺之杯」波索因率領的東部外界宿遠征軍的前進。

### 斯潘特及其契約的火霧戰士
斯潘特 (Supunta)
日文：
稱號為「爛班爐」女性紅世魔王，性格愛關心別人，神器為翡翠耳環「亞維絲雅」，炎色為鴨羽色。名字取自拜火教中跟隨最高神阿胡拉·瑪茲達的七位善神中的其中一位。
德特 (Dede)
日文：
於外傳「變戲法」中首度登場。稱號為「燿暉選手」的男性火霧戰士。身穿深綠色旅行裝的中東男人，能力為操縱數以萬計的羽毛小盾作出攻擊和防禦。在本篇開始前兩年於天山山脈與其搭擋「露刃卷手」劉陽一起巡邏與偵查「化妝舞會」的動靜，剛好在喀什獨自休息和參觀時遭遇剛從「百鬼夜行」全員操縱的「溫柔敦厚號」下車的「壞刃」沙布拉克和「戲睡鄉」梅亞，雖然毅然作戰，但始終不敵，傷重身亡。

### 相柳及其契約的火霧戰士
相柳 (Xiang Liu)
日文：
稱號為「瘴煙之鉦」的女性紅世魔王，性格善變，神器為大太刀「羽淵」，炎色為葉綠色，真名取自中國神話中的同名怪物。
劉陽 (Liu Yang)
日文：
於外傳「變戲法」中首度登場。稱號為「露刃捲手」的男火霧戰士。身穿葉綠色的西裝，精力旺盛的青年，能自由使用能噴出龐大水流至小腿來作攻擊，協助劉陽行動和在水中走動的自在法「巴字奔瀑」。在本篇開始前兩年於天山山脈與其搭擋「燿暉選手」德特一起巡邏與偵查「化妝舞會」的動靜，在短暫走開途中得悉德特的失蹤，後得知其已被「壞刃」沙布拉克和「戲睡鄉」梅亞擊殺，而極為憤怒的想著報仇，卻遭梅亞的自在法「共同體」困於夢境中，雖僥倖地逃出自在法與沙布拉克決戰，但大約三十分鐘後遭沙布拉克斬傷多處要害而傷重身亡。

### 索列姆及其契約的火霧戰士
索列姆 (Thrym)
日文：
稱號為「凜乎涌沸」的男性紅世魔王，聲音為嚴肅的老人，神器為拉鍊「約格圖魯」，炎色為生銹的淺蔥色，真名取自北歐神話中的其中一位霜巨人。
諾曼·賽爾 (Norman Purcell)
日文：
於外傳「梭羅」中首度登場。稱號為「冰霧削手」的男火霧戰士。外表為有著大鬍子，看似為大約五十多歲的白人，使用三種分別為制造多把冰斧的自在法「阿克蘇」，制造多把冰矛的自在法「蓋爾」和能改變自己身體形狀或制造冰分身的自在法「斯皮基魯」，但缺點是這三個自在法制造的東西都很容易破碎，但可以無限次復原。曾經擔任美國外界宿的指揮官，但因對自己未能阻止歐洲人侵占自己的地方和隨意殺害原住民而感到愧疚請辭。在19世紀的美國內戰期間與「大地四神」參加西軍作戰時為了早點到達戰場，而抄偏遠的山路，途中遭「獵人」法利亞格尼阻礙遂與其對戰並把他打至頻死，但在作出最後一擊時遭法利亞格尼的「幸福扳機」擊中，因承受不了與自己契約的魔王的強大力量，全身炸裂而死。他也是第一個死於法利亞格尼操縱的「幸福扳機」下的火霧戰士。

### 狄瓦娜及其契約的火霧戰士
狄瓦娜 (Dziewona)
日文：
稱號為「叢倚領袖」，沉默寡言的女性紅世魔王，神器為直笛「羅卡杜魯」，炎色為胡桃色，真名取自斯拉夫神話的狩獵女神。
保羅·基奇 (Paul Klecki)
日文：
於VIII巷中首度登場。稱號為「従佐指手」的男火霧戰士，波蘭人。「多勒爾黨」的成員，與「鬼功推手」薩雷·哈布斯堡為舊相識，曾幫助他教導第二代「極光射手」琪雅拉·托斯卡納。也曾在悠二不知道下於御崎市跟夏娜見面。能自由使用從直笛吹出音符作攻擊的自在法「安魂曲」而被稱為「子彈的話」。在本篇開始後一年於華沙「多勒爾黨」的總部(本篇沒描述)被「千變」修德南出其不意地突襲，後不夠數秒便與所有「多勒爾黨」的成員連同總部所處的大樓死於修德南的巨大化「神鐵如意」之下。

### 菲爾及其契約的火霧戰士
菲爾 (Faye)
日文：
稱號為「勘破之眼」的男性紅世魔王，神器為聖物「福斯」，炎色為蔚藍色，真名取自亞瑟王傳說的邪惡女巫。
波特 (Board)
日文：
於VIII巷中首度登場。稱號為「樞機向手」的男火霧戰士，波蘭人。「多勒爾黨」的成員，在本篇開始後一年於華沙「多勒爾黨」的總部(本篇沒描述)被「千變」修德南出其不意地突襲，後不夠數秒便與所有「多勒爾黨」的成員連同總部所處的大樓死於修德南的巨大化「神鐵如意」之下。

### 大山咋神及其契約的火霧戰士
大山咋神
日文：
稱號為「祛邪刻屈」的男性紅世魔王，神器為獨鈷杵「身口意」，炎色為今樣色（日本平安時代流行的粉紅色），真名取自日本神話的同名的掌管所有山河之地的山神。
山部
日文：
未登場，僅在故事中被提及。稱號為「理法裁量人」的男火霧戰士。

### 魯格及其契約的火霧戰士
魯格 (Lugh)
日文：
稱號為「長柯之腕」的男性紅世魔王，神器為長劍「弗拉加的齒條」，炎色為金棕色，真名為凱爾特神話的太陽神。
喬治 (George)
日文：
稱號為「奔馳抜手」的男火霧戰士，19世紀後期留在夏威夷外界宿的其中一位火霧戰士。與史密斯兄妹和歐文為同事，而且感情不錯，也經常談話，但很多時候都是喬治吹噓自己的長劍「弗拉加的齒條」多於真正的談話。1895年時在哈利·史密斯的背叛而導致「革正團」的襲擊中逃過一劫，但始終原諒不了背叛的哈利而把他殺掉，並嘗試殺死他的妹妹，但卻在快殺死她的時候被「空裏裂手」強襲身亡。

### 卡利俄佩及其契約的火霧戰士
卡利俄佩 (Calliope)
日文：
稱號為「闊遠之謠」的女性紅世魔王，神器為帽子「恩典的盤子」，炎色為薄暮色，真名為希臘神話中掌管英雄史詩的其中一個繆斯女神。
法迪 (Fadi)
日文：
稱號為「誑欺吐手」的男火霧戰士，19世紀後期留在夏威夷外界宿的其中一位火霧戰士。與史密斯兄妹、喬治、伊榮為同事。1895年時在哈利·史密斯的背叛而導致「革正團」的襲擊中與伊榮一起死亡。

### 撒共及其契約的火霧戰士
撒共 (Zagan)
日文：
稱號為「訓議天牛」的男性紅世魔王，神器為硬幣「魯特尼恩」，炎色為酒紅色，真名來自所羅門七十二柱魔神中排名第61位的魔神。
伊榮 (Irving)
日文：
稱號為「替移接手」的男火霧戰士，19世紀後期留在夏威夷外界宿的其中一位火霧戰士。與史密斯兄妹、喬治、法迪為同事。1895年時在哈利·史密斯的背叛而導致「革正團」的襲擊中與法迪一起死亡。

### 大地四神
首度出現於動畫第三季17集，是4名曾於美洲活躍的強大火霧戰士(其中一人已陣亡)，4人的師父為「焦沙之敷手」路斯利亞。
「星河呼唤者」伊斯特艾基 （East-edge）
- 魔王稱號/名稱：「啟導之籟」奎兹尔科亚特尔 （Quetzalcóatl）
- 神器：「提歐托爾」（圓形的石製勳章）
- 火焰顏色：青瓷色

配音：乃村健次（日本）；陳健豪（第三季）（香港）
外貌是非常健碩的美裔印第安人，初登場時在美國一家小酒吧，工作應是酒吧酒保，實力強悍，輕描淡寫殲滅為數不少的紅世之徒。
能力為能夠自由的操縱天體進行攻擊，但大多數用的都是以廣範圍的隕石撞擊攻擊目標。
征討紅世之徒時，以大量的炎之隕石殲滅了不少的紅世使徒。
「皓露乞求者」辛塔席尔 （Centerhill）
- 魔王稱號/名稱：「殊榮之鼓」托拉洛克（Tlaloc）
- 神器：「泰奧特爾」（Teotl）（呈四角狀的石製獎章）
- 火焰顏色：琉璃色

配音：仲野裕（日本）；陳健豪（香港）
外表為稜角分明的面容、設定為美裔的土著老人。代表大地之神跟隨火霧戰士討滅「星黎殿」。
能力為操縱天氣以及藉著降雨讓樹木生長達到操縱樹木的自在法「雨神的故鄉」。
當火霧戰士大敗進行「退潮」大撤退時，自願協助進行斷後，最後死於「千變」修德南手下。
「群魔召唤者」薩斯瓦雷 （Southvalley）
- 魔王稱號/名稱：「惮慑之莞」特斯卡托帕（Tezcatlipoca）
- 神器：「提歐托爾」（呈尖石狀的石製獎章）
- 火焰顏色：象牙色

配音：梶裕貴（日本）；袁德基（香港）
外表是一個瞇眼的年輕男子，戴著圓頂的硬禮帽和穗飾披巾，左腳為簡易棒狀假肢，笑容中帶有陰騭，使人難以親近。
能力為操縱死者，其所操縱死者的外貌都是猶如埃及木乃伊的長相。當死者吃掉紅世使徒時就會分裂，並增強力量，達到大量繁殖的目的。
征討紅世之徒時，會坐著轎子，並讓手下「亡者」吃掉大量的紅世之徒。
「滄波揮舞人」薇絲特修兒 （Westshore）
- 魔王稱號/名稱：「清漂之铃」查尔奇维托利奎（Chalciuhtlicue）
- 神器：「媞歐托爾」（有著波浪狀的石製勳章）
- 火焰顏色：珊瑚色

配音：高橋美佳子（日本）；顧詠雪（香港）
容易流淚的黑膚色女子，猶如未經世故。
能力為能夠自由操縱水，能將水形成各種形狀進行攻擊。最常用的是將水變成動物狀（例如海豚），吞噬對方後加以消滅。
征討紅世之徒時，透過水包覆紅世之徒，將之殲滅。
「焦沙之敷手」路斯利亞 （Nosuea）
- 魔王稱號/名稱：「遍照之暈」維齊洛波奇特利（Huitzilopochtli）
- 神器：「提歐托奧」（中空的石製勳章）
- 火焰顏色：金黃色

外表大約為六十多歲，真實年齡大約八百多歲，最早出現的火霧戰士之一，「大地四神」的先師，被尊為「大地的心臟的祭司」而與他契約的魔王則被尊為「制衡天與地的黃金」。
使用金黃色的火焰來戰鬥，火焰不論任何情況除非路斯利亞自行解除，否則能無限燃燒，更能隨意調節火焰的溫度，甚至燃燒後留下的灰燼都能使用。
因封印「祭禮之蛇」時幾乎用盡所有存在之力後在17世紀中後隱居到中美洲一瀑布下的洞穴，並告誡「大地四神」不要探望他，並在那裡渡過餘生，大約六年後因存在之力耗盡且精神磨滅之下死去。

## 紅世魔王、紅世使徒、燐子
紅世魔王、紅世使徒
| 通稱             | 真名       | 種類                    | 寶具                                                           | 自在法                    | 炎色             | 燐子                   | 備註                                   |
| ---------------- | ---------- | ----------------------- | -------------------------------------------------------------- | ------------------------- | ---------------- | ---------------------- | -------------------------------------- |
| 法利亞格尼       | 獵人       | 魔王                    | 泡沫鎖鏈、幸福板機、 藍天、正規升半音號、 舞會、玻璃壇、黎沙弗 |                           | 淺白色           | 瑪麗安、人偶           |                                        |
| 拉米             | 撿骨師     | 使徒                    |                                                                | 毛線球                    | 深綠色           |                        |                                        |
| 萊昂希           | 螺旋風琴   | 使徒                    |                                                                | 毛線球                    | 深綠色           |                        |                                        |
| 蘇拉特           | 愛染自     | 使徒                    | 吸血鬼                                                         |                           | 金黃色           |                        | 「愛染兄妹」 兄                        |
| 蒂麗亞           | 愛染他     | 使徒                    | 歐格爾                                                         | 搖籃花園                  | 金黃色           | 小齒輪                 | 「愛染兄妹」 妹                        |
| 烏科巴克         | 纏玩       | 使徒                    | 亞塔蘭提                                                       |                           | 紅銅色           |                        |                                        |
| 葛維達           | 髓之樓閣   | 魔王                    | 天道宮、星黎殿、 隱匿的聖堂、凱那 金布利敦                     |                           | 乳白色           |                        | 「火霧戰士軍團」 成員                  |
| 暴君             | 銀         | 使徒（？）              |                                                                |                           | 銀色             |                        |                                        |
| 費蕾絲           | 彩飄       | 魔王                    | 希拉達                                                         | 風之轉輪、地獄之風 黑風暴 | 琥珀色           |                        | 「約定的兩人」 女方                    |
| 沙布拉克         | 壞刃       | 魔王                    |                                                                | 烙印                      | 暗紅色           |                        |                                        |
| 梅亞             | 戲睡鄉     | 使徒                    | 芭芭吉娜                                                       | 共同體                    | 朱鷺色           |                        |                                        |
| 海魔             | 澳泪肢     | 使徒                    |                                                                |                           | 腐爛的藻綠色     |                        |                                        |
| 卡沙             | 驅掠之轢   | 使徒                    | 琴絃                                                           |                           | 象牙色           |                        |                                        |
| 尼提卡           | 羿鱗       | 使徒                    |                                                                |                           | 深灰色           |                        |                                        |
| 亞納伯格         | 穿轍之洞   | 使徒                    |                                                                |                           | 鉛色             |                        |                                        |
| 沙哈爾           | 覺之嘯吟   | 指導神                  |                                                                |                           | 純白色           |                        |                                        |
| 來福卡           | 笑謔之聘   | 使徒                    | 千里眼                                                         |                           | 常磐色           |                        |                                        |
| 大國主           | 皁彦士     | 魔王                    |                                                                |                           | 泥黃色           |                        |                                        |
| 修德南           | 千變       | 魔王                    | 神鐵如意                                                       |                           | 濁紫色           |                        | 「化裝舞會」 將軍                      |
| 黑卡蒂           | 頂座       | 魔王                    | 三角錫杖                                                       |                           | 水藍色           |                        | 「化裝舞會」 巫女                      |
| 貝露佩歐露       | 逆理仲裁者 | 魔王                    | 地獄鎖鏈、非常手段                                             |                           | 金色             |                        | 「化裝舞會」 參謀（軍師）              |
| 維奈             | 琉眼       | 使徒                    | 非常手段                                                       |                           | 淡紫色           |                        | 「化裝舞會」 偵搜獵兵                  |
| 奧爾岡           | 千征令     | 魔王                    |                                                                | 軍團                      | 詭異的銅綠色     |                        | 「化裝舞會」 巡邏士                    |
| 葛波             | 道司       | 魔王                    |                                                                | 大突破                    | 淡青色           | 四方鬼                 | 「化裝舞會」 巡邏士                    |
| 「教授」丹塔利歐 | 探耽求究   | 魔王                    | 晚會之櫃、迷惑之鳥、 大命詩篇                                  | 逆轉封印                  | 淡的很誇張的綠色 | 甘達鐵·多米諾          | 「化裝舞會」 貴賓                      |
| 史特拉斯         | 翠翔       | 使徒                    |                                                                | 列隊的前進                | 青白色           |                        | 「化裝舞會」 佈告官                    |
| 歐洛巴斯         | 獰暴之鞍   | 使徒                    |                                                                |                           | 橙色             |                        | 「化裝舞會」 巡邏士                    |
| 瑞拉雅           | 朧光之衣   | 使徒                    |                                                                | 寧錄的綾羅                | 灰白色           |                        | 「化裝舞會」 偵搜獵兵/歐洛巴斯的副官   |
| 飛可             | 嵐蹄       | 魔王                    |                                                                | 瑪格尼西亞(磁鐵石)        | 洋紅色           |                        | 「化裝舞會」 「星黎殿」的護衛          |
| 查洛比           | 聚散之丁   | 使徒                    |                                                                |                           | 米黃色           |                        | 「化裝舞會」 偵搜獵兵                  |
| 哈拜利           | 煬煽       | 魔王                    |                                                                | 熒燎原                    | 楝色             |                        | 「化裝舞會」 巡邏士                    |
| 利維佐           | 驀地祲     | 魔王                    |                                                                |                           | 鐵紅色           |                        | 「化裝舞會」 巡邏士                    |
| 波索因           | 蠱溺之杯   | 使徒                    |                                                                | 惡靈                      | 淺蔥色           |                        | 「化裝舞會」 偵搜獵兵/利維佐的副官     |
| 迪卡拉比亞       | 淼渺使     | 魔王                    |                                                                | 全能                      | 鐵青色           |                        | 「化裝舞會」 「星黎殿」的護衛          |
| 馬蒙             | 冀求的金掌 | 魔王                    |                                                                | 貪恣掌                    | 鮮黃色           |                        | 「化裝舞會」 巡邏士                    |
| 派蒙             | 呻之連環   | 魔王                    |                                                                |                           | 朱色             |                        | 「化裝舞會」 先遺隊長                  |
| 畢夫隆           | 吼號呀     | 使徒                    |                                                                |                           | 紅褐色           |                        | 「化裝舞會」 巡邏士                    |
| 普爾森           | 哮呼狻猊   | 魔王                    |                                                                | 獅子吼、吹奏樂            | 肉色             |                        | 「化裝舞會」 巡邏士                    |
| 烏瓦             | 駱鼓亂染   | 魔王                    |                                                                |                           | 檜皮色           |                        | 「化裝舞會」 巡邏士                    |
| 伯汀             | 匣迅駕     | 魔王                    |                                                                |                           | 陶瓷色           |                        | 「化裝舞會」 空中部隊隊長              |
| 奧賽             | 翻移面紗   | 魔王                    |                                                                |                           | 淺綠色           |                        | 「化裝舞會」 遊擊部隊隊長              |
| 巴馬             | 化轉藩障   | 魔王                    |                                                                |                           | 苗色             |                        | 「化裝舞會」 地面部隊隊長/修德南的坐騎 |
| 伏羲             | 祭禮之蛇   | 創造神                  | 玻璃壇、大縛鎖                                                 |                           | 黑色             |                        | 「化裝舞會」 盟主                      |
| 坂井悠二         | 祭禮之蛇   | 密斯提斯 (與創造神合體) | 吸血鬼、藍天、零時迷子                                         | 與祭禮之蛇的意志合二為一  | 黑色             |                        |                                        |
| 亞吉斯           | 冥奧之環   | 魔王                    | 純淨之棺                                                       |                           | 藍色             |                        | 與提絲契約的真名為紅世真正的名字       |
| 亞吉斯           | 棺柩裁縫師 | 魔王                    | 小夜啼鳥、大命詩篇                                             | 「弔祭喪鐘」 首領         | 藍色             |                        |                                        |
| 梅利希姆         | 虹之翼     | 魔王                    |                                                                | 虹天劍                    | 虹色             | 空軍                   | 「弔祭喪鐘」 「九垓天秤」 「雙翼」右翼 |
| 伊盧堤卡         | 鐵甲龍     | 魔王                    |                                                                | 幕瘴壁                    | 深灰色           |                        | 「弔祭喪鐘」 「九垓天秤」 「雙翼」左翼 |
| 摩洛             | 大擁爐     | 魔王                    |                                                                | 拉比林托斯(迷宮)          | 黃色             |                        | 「弔祭喪鐘」 「九垓天秤」 宰相         |
| 雀兒諾柏格       | 黑色之水   | 魔王                    |                                                                | 影浸                      | 枯草色           |                        | 「弔祭喪鐘」 「九垓天秤」 間諜隊長     |
| 桀利             | 兇界卵     | 魔王                    |                                                                | 五月蠅之風                | 亞麻色           |                        | 「弔祭喪鐘」 「九垓天秤」 大斥侯       |
| 烏利庫米         | 嚴凱       | 魔王                    |                                                                | 尼薩的鐵鎚                | 藏青色           |                        | 「弔祭喪鐘」 「九垓天秤」 前鋒大將     |
| 愛羅妮           | 架綻之片   | 使徒                    |                                                                |                           | 淺桃紅色         |                        | 「弔祭喪鐘」 烏利庫米的副官            |
| 塞卡             | 焚塵之關   | 魔王                    |                                                                |                           | 黃褐色           |                        | 「弔祭喪鐘」 「九垓天秤」 前鋒大將     |
| 尼祿塔           | 天凍之俱   | 魔王                    |                                                                |                           | 青黑色           |                        | 「弔祭喪鐘」 「九垓天秤」 中軍將領     |
| 哈瓦瓦           | 戎君       | 魔王                    |                                                                |                           | 深褐色           |                        | 「弔祭喪鐘」 「九垓天秤」 游擊部隊將領 |
| 哥古瑪葛克       | 盤曲之台   | 魔王                    |                                                                |                           | 淺黃白色         |                        | 巖楹院 首領                            |
| 薩拉凱爾         | 征遼之睟   | 魔王                    |                                                                | 咒眼                      | 碧玉色           |                        | 「革正團」 同志(頭目)                  |
| 竇古             | 吠狗首     | 使徒                    |                                                                | 斷金之聲                  | 灰色             | 黑妖犬                 | 「革正團」 同志                        |
| 牛鬼             | 深隱之柎   | 使徒                    |                                                                | 倉蓑笠                    | 唐紅色           |                        | 「百鬼夜行」 客運公司的頭目            |
| 帕拉             | 輿隸御者   | 使徒                    |                                                                | 森林種子                  | 綠白色           | 大人君子號、溫柔惇厚號 | 「百鬼夜行」 客運公司的司機            |
| 佳美娜           | 坤典之隧   | 使徒                    |                                                                | 地駛                      | 紅色             |                        | 「百鬼夜行」 客運公司的保鏢            |

與人類締結契約的魔王請另見。

### 化妝舞會（Bal Masqué，法文）
為故事中最大規模的紅世使徒組織，最初以改造全世界使其成為紅世使徒的樂園為目標，及後變為令「創造神」得以復活，最近則按已復活的「創造神」想法在兩界夾縫中創造出「無何有境」為終極目標。在「盟主」－「創造神」祭禮之蛇之下有「三柱臣」──將軍「千變」修德南、巫女「頂座」黑卡蒂、參謀「逆理仲裁者」貝露佩歐露。行動時有負責搜索的偵搜獵兵及負責戰鬥的巡邏士，兩者互相支援以達成任務。自在式「大命詩篇」為其內部的核心機密。
伏羲
日文：
配音：速水獎（日本）；賀宇傑（台灣）；張振熙（香港）
紅世使徒組織「化裝舞會」的盟主，紅世真神之一(其他真神有天譴神˙"天壤劫火"亞拉斯特爾與引導神˙"覺之嘯吟"沙哈爾。)。真名為「祭禮之蛇」，紅世中司管「造化」與「確立」之「創造神」，自稱為"朕/余"。對於三柱臣來說有如創造自己的父親般的存在。召喚儀式名為祭基禮創，曾希望製造理想城市「大縛鎖」來滿足使徒的願望，但在製作的過程中被火霧戰士以祕法打進「久遠的陷阱」（傳聞中的殺神大法）並在兩界的裂縫中受困徘徊了數千年之久。
力量異常強大，真身為一條非常巨大的黑色大蛇，能夠造成天變地異。雖然本作中實際上並沒有參與戰鬥，但可藉由傳說得知祂在過去的大戰中曾造成火霧戰士們毀滅性的打擊，並且隻手便能擋住利維佐的全力一擊。話語中充滿著天下無雙的王者霸氣，輕而易舉就能讓自己的聲音響遍世間。對悠二有很大的興趣（各方面的能力和與炎髮灼眼的殺手的感情和關係），後來把自己的記憶混入悠二的記憶中。炎色是黑色，為創造神的專屬顏色。整體造型上頭部有像蛇狀般的尾，全身佩帶緋色盔甲，持有吸血鬼「布羅特薩奧格」、驅火戒指「藍天」、零時迷子三樣寶具，原因是繼承坂井悠二原有的身體。在最後貝露佩歐露將悠二與祭禮之蛇分開後，誇獎悠二是個「只要是可利用的，就連神都不放過的人類啊。」，並表示即使全世界都不了解悠二的真意，作為慾望的肯定者，祂會欣然原諒悠二的所作所為。後在貝露佩歐露的守護下遊歷於無何有鏡中，滿足的進入長眠。每當完成一個碩大的創造後，祭禮之蛇將會陷入假寐，期間收集眾徒的願望，並在某一天作為希望再度降臨。
雖然作為故事最後的對手出現，然而祂並不是典型作惡多端的反派角色。如果面對的對象是自己感興趣或是面對深愛的紅世子民的願望，甚至還有著天真且小孩子氣的一面。其目的僅僅是為其民-紅世之徒的願望進行創造；然即使是身為敵手的火霧戰士，創造神亦在無何有鏡中特意為其加入了不可啃食人類的法則。可以說祭禮之蛇的所作所為都是源自於他人的心願再加上一點自己的喜好。
真名來自於中國神話三皇五帝中同名的三皇其中之一。
修德南（Sydonay）
日文：
配音：三宅健太（日本）；陳幼文（台灣）；陳冠宏（第二季）；袁德基（第三季）（香港）
真名為「千變」的紅世魔王，其名來自來自所羅門七十二柱魔神中排名第32位的魔神阿斯摩太的別名，外表為穿戴墨鏡西服，吸菸中年男性，本作中力量最為驚人的角色之一，僅靠單人之力便完全瓦解了"外界宿"的各支部，死在他手上的知名火霧戰士不計其數。顯現時可變身為身種外型不同的合成獸，最終型態則是手持巨大鐵槍「神鐵如意」的鎧甲武神。他受愛染兄妹（蘇拉特和蒂麗亞）委託而擔任保護他們免受火霧戰士的攻擊，但實際上為組織紅世使徒組織「化裝舞會」的「將軍」。在組織中他偶然有意無意地接近黑卡蒂，似乎是超過一般程度地照顧和關心她，稱黑卡蒂為「我的黑卡蒂」，反而叫貝露佩歐露為「老太婆」。與瑪瓊琳·朵似乎是長久以來的敵人，持有攻擊力強大的寶具「神鐵如意」，但限於執行「敕令」時使用。認為和悠二融合的「創造神」的行為受到悠二的個人感情影響，是以對其抱以不完全的信任，有在必要時殺死作為「創造神」代行體的悠二的想法（此為三柱臣的共識）。在黑卡蒂消失前與其道別（動畫第18集）。顏色為混濁的紫色。在化裝舞會到新世界時，選擇留在悠二身邊，口頭上是說因為他讓盟主度過了一段有趣的時光，其實是因為新世界沒有黑卡蒂的存在。與瑪瓊琳決戰時如願以償的戰死，但他沒有從四周的人類中吸收存在之力，僅靠自身力量便能夠承受瑪瓊琳投注數千萬火霧戰士的存在之力威力的"屠殺的即興詩"，讓瑪瓊琳和馬可西亞斯敬佩不已。其後與黑卡蒂牽手共度黃泉（在黑卡蒂訝異自己的死亡時，他回答：本來就是這麼打算的。）。
黑卡蒂（Hecate）
日文：
配音：能登麻美子（日本）；馬君珮（第一季）；許雲雲（第二季）（台灣）；方淑儀（第二季）；顧詠雪（第三季）（香港）
真名為「頂座」的紅世魔王，頭戴大帽子，身披大披風，長著及肩淺藍髮，無機質的少女。為紅世使徒組織「化裝舞會」的「巫女」，對修德南冷淡，但稱丹塔利歐為「叔叔」。自身可容納極大量，甚至無限多的存在之力。實力比夏娜強。持有寶具「三角錫杖」但限於執行「敕令」時使用。儘管平時毫無情感，在處理已拘禁的「灼眼炎髮的殺手」的問題上表現得很感性。認為和悠二融合的「創造神」的行為受到悠二的個人感情影響，是以對其抱以不完全的信任，有在必要時殺死作為「創造神」代行體的悠二的想法（此為三柱臣的共識）。在創造新世界時，被當成創造新世界的祭品，在此與修德南道別（動畫第18集）。炎色為水藍色。
貝露佩歐露（Bel Peol）
日文：
配音：大原沙耶香（日本）；許雲雲（第一季）；傅其慧（第二季）（台灣）；黃鳳兒（第二季）；陳雪瑩（第三季）（香港）
真名為「逆理仲裁者」的紅世魔王，擁有高佻身材，身上戴著大型鎖鏈形飾物（寶具「地獄鎖鏈」），右眼戴眼罩，長著三隻眼睛的長髮洋裝女性。為紅世使徒組織「化裝舞會」的「參謀」，處理「化妝舞會」的極大多數事務，雖然能幹但極度無情，將部下視為耗材，用完即棄，在戰鬥方面擁有驚人的實力在動畫版中曾讓威爾艾米娜陷入苦戰。持有寶具「地獄鎖鏈」但限於執行敕令時使用。認為和悠二融合的「創造神」的行為受到悠二的個人感情影向，是以對其抱以不完全的信任，有在必要時殺死作為「創造神」代行體的悠二的想法（此為三柱臣的共識）。炎色為金色。在最後帶著祭禮之蛇到新世界前，將御崎市的地獄鎖鏈裝置交與悠二，並說「是你的話，應該能好好利用。」作為在大命已成之後對於悠二的感謝之意。
維奈（Vine）
- 日文：

配音：鈴木達央（日本）；賀宇傑（台灣）
真名為「琉眼」的紅世使徒，真名來自所羅門七十二柱魔神中排名第45位的魔神，為紅世使徒組織「化妝舞會」之成員，外表為身穿防摔衣、頭戴安全帽的摩托車騎士。作為貝露佩歐露屬下眾多的「偵搜獵兵」之一，有著卓越的搜索並撲殺掉火霧戰士的能力。對貝露佩歐露抱著甚於愛情至畸化的敬意，發現天道宮並企圖破壞將成為火霧戰士的夏娜但失敗，而且還被「天目一個」當作是存在之力的來源而吸收，最終還是遭貝露佩歐露以「非常手段」消融，然而天道宮同時亦因他所攜的寶具「非常手段」發動而被破壞。炎色為淡紫色。
奧爾岡（Orgon）
日文：
配音：斧敦志（日本）；李世揚（台灣）
真名為「千征令」的紅世魔王，為紅世使徒組織「化妝舞會」之成員，外表為穿戴綠色帽子及大披風的隱形客。貝露佩歐露直屬部下的「偵搜獵兵」之一，極度傲慢，受不了侮辱。使用自在法構成的隊伍「軍隊」作戰，軍團內為撲克牌中的「J」，即士兵。作戰被維奈利用作阻擋「萬條巧手」的工具，最終被「虹天劍」一刀砍殺。炎色為詭異的銅綠色。
葛波（Gaap）
日文：
真名為「道司」的紅世魔王，為紅世使徒組織「化粧舞會」之成員，外表為身旁有洋娃娃的修道士。貝露佩歐露直屬部下的「偵搜獵兵」之一，於「化妝舞會」中速度無人能比，所以經常為貝露佩歐露作傳令官，但後被「天目一個」當成存在之力的來源吸收掉。焰色為淡青色。
「教授」丹塔利歐（Dantalion）
日文：
配音：飛田展男（日本）；陳幼文（台灣）；張振熙（第三季）（香港）
真名為「探耽求究」，來處不明的紅世魔王，為紅世使徒組織「化裝舞會」為了完成大命而僱用的貴賓，外型為瘦削的、穿白衣戴眼鏡外形像科學家的男人。火霧戰士直稱為「瘋教授」。對因存在之力被吸收而產生的歪曲現像非常感興趣，對自在式也有一定程度的研究，但大部分都太複雜。和他的「燐子」多米諾為追尋真理而進行實驗，包括「晚會之櫃」的製作。曾經有和人類，甚至跟「火霧戰士」合作過的經驗，所以不屬於正派或反派。其他一切的意圖不明，肯定的是他的行動張揚而多數不具意義。失敗便溜之大吉，幾乎沒什麼信用。行跡詭異但卻是強大且古老的紅世魔王。
"鬼功推手"薩雷是他製造出的實驗品。教授自己非常的討厭薩雷，不過薩雷卻用"老爹"稱呼他。
在最後攻防戰中，遭到薩雷反彈自己擊發的自爆機器人擊中，原本有準備逃脫手段卻意外地先被百鬼夜行一夥人癱瘓系統，在不明所以中身亡。
特色為拖長的口吻和口頭禪「Excellent！」（非常好！）。炎色為淡得很誇張的綠色。
在劇中未曾拿下過眼鏡，但在動畫第三季22集的過場動畫中有拿下來。教授的眼睛是非常的女性化。
多米諾（Domino）
日文：
配音：加藤奈奈繪（日本）；許雲雲（第一季）；黃珽筠（第二季）（台灣）；陳雪瑩（第三季）（香港）
全名為「自學的結晶優秀的28號—甘達鐵·多米諾」，外號助人為樂。不僅是「教授」的燐子，亦為「教授」的實驗助手（及相聲對手），跟丹塔利歐一起被紅世使徒組織「化裝舞會」邀請，外觀為高達兩米，圓滾滾的機器人，說話歪歪斜斜，口音不正。經常被「教授」用機械臂擰轉頭部。在最後攻防戰中，遭到薩雷反彈自己擊發砲彈正面擊中身亡。
史特拉斯 (Stolas)
日文：
配音：林和良（日本）
真名為「翠翔」的紅世使徒。外表是一隻無頭鳥，雙眼則是在胸口上。為「化裝舞會」的布告官。執行西部遠征戰時的成員之一。能使用自在法「列隊的前進」，讓軍隊快速移動。炎色為青白色。
飛可（Fecor）
日文：
配音：間宮康弘（日本）；賀宇傑（台灣）
真名為「嵐蹄」的紅世魔王，為紅世使徒組織「化裝舞會」負責守護「星黎殿」的護衛，被「祭禮之蛇」任命為總指揮官。外表為頭上長角，有許多惡魔特徵的中年男子。外表看似懦弱，但實際上具有強大的力量，忠心耿耿，使用自在法「瑪格尼西亞」，用大小不一的金屬塊進行大範圍攻擊及防禦。守護星黎殿時，被天目一個重創，最後為阻止蘇菲·薩法利修阻擾祭禮之蛇復出，再使用自在法「瑪格尼西亞」，成功讓祭禮之蛇出現，挫敗火霧戰士攻勢，其本人也從鐘塔跌落，在臨死之前見證到祭禮之蛇的大命回歸，欣然而逝。炎色為洋紅色。
利維佐（Ribesal）
日文：
配音：山口太郎（日本）
真名為「驀地祲」的紅世魔王，外表為一隻猶如大象身高，帶有念珠的甲蟲，性格暴躁，一開始不服從祭禮之蛇，但在體會到強大的力量差距之後心悅誠服。被「祭禮之蛇」任命為東部遠征軍總司令，最後與波索因被「祭禮之蛇」命令前往「無何有鏡」擔任先鋒，炎色為鐵紅色。
在未來篇中，和成為"迴世行者"的悠二在無何有鏡的某家日式料理店相聚，此時的利維佐已經可以將自身化為高大日本人類的外表，並喜歡豬排飯之類的人類食物。在言談中可以得知他對於悠二是有相當程度的關心與了解，並給予悠二一些實用的建言。
波索因（Pirsoyn）
日文：
配音：田村睦心（日本）
真名為「蠱溺之杯」的紅世使徒，外表為一個不足十歲的小孩，利維佐的副官，能力為釋放火霧戰士吸到就會死亡或精神失常的自在法「惡靈」，其後被「祭禮之蛇」命令前往「無何有鏡」擔任先鋒，炎色為淺蔥色。
在未來篇中藉由利維佐之口道出波索因不太喜歡悠二。
歐洛巴斯（Orobas）
日文：
配音：島崎信長（日本）
真名為「獰暴之鞍」的紅世使徒，擁有魔王的實力，但未立下功勞而未得到魔王稱號。性格有點衝動，被「祭禮之蛇」任命為希臘遠征軍總司令，最後帶領使徒們前往「無何有鏡」，炎色為橙色。
瑞拉雅（Lerajie）
日文：
配音：中島亞希（日本）
真名為「朧光之衣」的紅世使徒，為歐洛巴斯的副管，對歐洛巴斯抱著淡淡的愛意與擔憂，能自由操控自在法「寧綠的綾羅」作防禦與移動，與歐洛巴斯一同前往「無何有鏡」，炎色為灰白色。
迪卡拉比亞 (Decalabia)
日文：
配音：吉開清人（日本）；袁德基（香港）
真名為「淼渺吏」的紅世魔王，外表為一條食人魚，其人自負冷靜，為飛可共同守護「星黎殿」的副手。在火霧戰士逐漸壓制戰場、戰力嚴重不足，以及指揮官飛可（Fecor）凶多吉少惡劣狀態下，為爭取附近援軍趕往戰場，故意現身戰場指揮，並對自己的身體加上轉移的自在法避開攻勢，將戰場上的徒加上防衛的自在法，不少火霧戰士因攻擊無效化不及反應死亡，最後迫使火霧戰士軍團的總指揮官蘇菲·薩法利修以「雷電」擊殺。
哈拜利 (Haborym)
日文：
配音：山本格（日本）
真名為「煬煽」的紅世魔王，外表為帶著防毒面具與披著披風的雙頭人，被「祭禮之蛇」任命為西部遠征軍總司令，而在飛可消失無蹤和迪卡拉比亞瀕死後被迪卡拉比亞推舉為總指揮官，能力為強化自己隊友的自在法「熒燎原」，最後帶領使徒們前往「無何有鏡」，炎色為楝色。
伯汀（Bathin）
日文：
真名為「匣迅駕」的紅世魔王。外表為纏繞著蛇的騎士。擔任化妝舞會的空中部隊隊長，奉「淼渺吏」迪卡拉比亞的命令死守「神門」，於「退潮」作戰時遭夏娜以招式「真紅」將其與眾多使徒一舉殲滅。能力不明，炎色為陶瓷色。
巴馬（Bama）
日文：
真名為「化轉藩障」的紅世魔王，擔任化裝舞會的地面部隊隊長三柱臣之一的將軍「千變」修德南的坐騎，外表為由絲線編織而成的巨象，能力為自由用絲線重組與架構物體的自在法「羅梭」，奉「淼渺吏」迪卡拉比亞的命令在「星黎殿」前方架起防禦陣線，最後帶領使徒們前往「無何有鏡」。炎色未知。
奧賽（Ose）
日文：
真名為「翻移面紗」的紅世魔王，擔任化妝舞會的遊擊部隊隊長，奉「淼渺吏」迪卡拉比亞的命令埋伏在橋樑前端，作阻擋火霧戰士軍團的突擊行動。外表為巨大且帶著面具的豹，能產生數百個面具，並阻擋敵人方向感與距離感的幻術，最後帶領使徒們前往「無何有鏡」。炎色為淡綠色。
馬蒙（Mammon）
日文：
配音：加藤將之（日本）
真名為「冀求的金掌」的紅世魔王，被「祭禮之蛇」任命為埃及遠征軍總司令，公認為能力很優秀的魔王，外表為戴著闊邊帽與穿著燕尾服且披著披風的紳士，能力為隨意吸引與抓取或擺脫目標的自在法「貪恣掌」。最後為保護「真宰社」而犧牲。炎色為鮮黃色。
派蒙（Paimon）
日文：
真名為「呻之連環」的紅世魔王，外表是一個大約二十多歲，穿著得很華麗的貴公子，為化妝舞會的先遣隊長，能力不明，在火霧戰士軍團發動「退潮」作戰中擔任在南方包圍火霧戰士軍團的軍隊的指揮官，但戰術不是等待時機行動，而是非常魯莽的指揮全軍正面衝上去，最後遭卡姆辛以巨人之手握殺死亡，作者在小說中描寫他為「失敗的指揮官」，炎色為朱色。
普魯森 (Purson)
日文：
配音：堀川仁（日本）；張振熙（香港）
真名為「哮呼狻猊」的紅世魔王，在火霧戰士「盛裝騎手」卡姆辛·奈夫哈維、「輝爍散佈人」蕾貝卡·瑞德現身「星黎殿」後，造成重大損傷時，迪卡拉比亞命令普魯森至前線指揮迎擊。
外表是擁有獅子面貌，透過大喇叭使用自在法「吹奏樂」，使用自在法「獅子吼」的高手，與蕾貝卡·瑞德激戰，在火霧戰士利用空戰入侵時，分神之際遭蕾貝卡·瑞德一擊斃命。
烏瓦（Uvall）
日文：
配音：後藤弘樹（日本）；袁德基（香港）
真名為「駱鼓亂染」的紅世魔王，在卡姆辛、蕾貝卡現身「星黎殿」，造成重大損傷時，迪卡拉比亞命令烏瓦搜查火霧戰士入侵路徑，並將之殲滅。
外表是一頭單峰的駱駝，在搜查火霧戰士入侵路徑遇到夏娜，並被夏娜已覺醒之後的力量所斬殺。
查洛比（Zarovee）
日文：
配音：御園行洋（日本）；賀宇傑（台灣）
其名稱由來是出自於Zarovee—— Nuctemeron中三點鐘的守護精靈之一，危地的鬼神。 Nuctemeron是公元一世紀的提安那學者阿波羅尼俄斯（Apollonius）寫的一本魔法書。
真名為「聚散之丁」的紅世使徒，為紅世使徒組織「化裝舞會」之偵察獵兵，外表看似和善，卻是追殺者的身份。貝露佩歐露指示他追殺「坂井悠二」取得「零時迷子」並消滅火霧戰士而在湖畔跟悠二相見，分身有4個加上本尊共5個，幾乎沒甚麼戰鬥力。最終全部被悠二以吸血鬼「布羅特薩奧格」討滅而陣亡。
畢夫隆（Bifrons）
日文：
配音：安元洋貴（日本）；陳幼文（台灣）
真名為「吼號呀」的紅世使徒，為紅世使徒組織「化裝舞會」的巡邏士，外型像巨大的大砲，藉由寶具「隱形帽」隱藏氣息，以砲身吸收週遭的瓦礫放出強勁的攻擊。同樣也是追殺者，以殺戮為興趣。因為用上自身所有存在之力作出攻擊而自滅。炎色為紅褐色。

### 弔祭喪鐘
小說第10卷「大戰篇」中登場的紅世使徒軍團，以「棺柩裁縫師」亞吉斯為首，並有由九個強大紅世魔王組成的幹部「九垓天秤」，底下的使徒皆以讓亞吉斯實現「偉大壯舉」為目標，但最後還是遭火霧戰士殲滅。與瑪蒂達等人領軍的火霧戰士兵團為敵。
亞吉斯 (Asiz)
日文：
真名「冥奧之環」（契約）、「棺柩裁縫師」的紅世魔王，其名爲猶太教中的墮天使阿撒瀉勒的別名，焰色為藍色。
愛上契約人「棺柩裁縫師」提絲。後來因為提絲之死而發狂，在提絲死後馬上吞噬了身旁所有人的存在之力，並就地造成自己的顯現，接著四處尋找使提絲復活的方法，在放棄之後，與在尋找復活的方法的過程中遇到的「九垓天秤」，使用火霧戰士「棺柩裁縫師」的通稱，成立了使徒集團「弔祭喪鐘」，引發「吞食城市」。
之後目標，也就是「偉大壯舉」，是創造出紅世與人類的小孩－「兩界嗣子」。利用吞噬城市所積蓄的存在之力，和大命詩篇片段上紀錄的古老自在式（幾乎被探耽求究亂改過）－「分解」、「定型」，創造出亞吉斯和提絲理念中的「某個人物」。這個失敗的夢想後來藉由約翰和費蕾絲完成。
但中途瑪蒂達釋放小夜啼鳥後，宣告失敗。用盡吞噬城市的存在之力顯現，終究亡於「天罰神」天壤劫火之下。
實際上是一個相當有人望的紅世魔王，手下都對其忠心耿耿。瑪蒂達在外傳漫畫中亦嘉許他是一位善良的魔王。
梅利希姆 (Merryrahim)
日文：
配音員：日：小西克幸／台：賀宇傑
真名為「虹之翼」的紅世魔王。原本是紅世使徒集團「弔祭喪鐘」的上級成員「九垓天秤」的一員，和伊盧堤卡同為「弔祭喪鐘」首領的左右手「雙翼」中的「右翼」。後來為實現先代「炎髮灼眼的殺手」的遺願，在「天道宮」上以白骨（夏娜取名為「小白」）模樣存在，教授夏娜體術及格鬥技巧。真身為西方騎士模樣的美型青年，使用「虹天劍」及「空軍」作戰。其「虹天劍」被稱作最強攻擊的自在法，被稱為他半身的鄰子軍團「空軍」則是能反射「虹天劍」對敵人進行追擊。
在大戰中和先代「炎髮灼眼的殺手」及「萬條巧手」為敵，最終敗於先代「炎髮灼眼的殺手」的手上，並對她立下了三個誓言。對先代「炎髮灼眼的殺手」有著無人可擋的熱愛，雖瞭解但完全無視「萬條巧手」的感情。炎色為彩虹。在動畫16話「炎髮灼眼的殺手」指導自己所有的戰鬥技巧給成為「火霧戰士」的夏娜，犧牲自己。
伊盧堤卡 (Chirutika)
日文：
真名為「鐵甲龍」的紅世魔王。原本是紅世使徒集團「弔祭喪鐘」的上級成員「九垓天秤」的一員，和梅利希姆同為「弔祭喪鐘」首領「亞吉斯」的左右手「雙翼」中的「左翼」。外型為一隻四腳翼龍，使用名為「幕瘴壁」的自在法，同情愛上梅利希姆卻不被他重視的「萬條巧手」，為了「弔祭喪鐘」偉大壯舉和「炎髮灼眼的殺手」及「萬條巧手」為敵，最後死於「萬條巧手」的戰術之下。炎色為深灰色。其「幕瘴壁」被稱作最強防禦的自在法。
摩洛 (Moro)
日文：
真名為「大擁爐」的紅世魔王。原本是紅世使徒集團「弔祭喪鐘」的上級成員「九垓天秤」的一員，在「弔祭喪鐘」擔任宰相一職，外型為穿著華麗服裝的牛骨賢者。身為運籌帷幄的宰相，他擁有縝密的思考能力，也因此個性悲觀。使用自在法「迷宮」，當他使用「迷宮」時會整個身體變成一個外型為巨大牛頭骨大型迷宮，「迷宮」內部的空間可以任他控制，也可以讓在其中的同伴或敵人傳送到迷宮內部的其他地方，當「迷宮」受到破壞時可以藉由存在之力來修補，卻被「炎髮灼眼的殺手」及「萬條巧手」的戰術殲滅。炎色為黃色。
雀兒諾柏格 (Chelseanoerger)
日文：
真名為「黑色之水」的紅世魔王。原本是紅世使徒集團「弔祭喪鐘」的上級成員「九垓天秤」的一員，在「弔祭喪鐘」擔任暗殺隊長一職，外型為穿著黑色服裝且有一對獸耳的蒼白美女，右手是獸爪。經常對摩洛的擔憂予以駁斥，其實是覺得要常常擔心的他「太可憐了」，對於摩洛抱著傲嬌的情感。在摩洛死後迷宮消失時，著急的跑出天道宮，在得知摩洛死後非常難過，為了完成摩洛的遺願(幫助首領完成偉大壯舉)和報仇，從背後偷襲瑪蒂達，後來被「萬條巧手」殲滅。炎色為枯草色。
桀利 (Jerry)
日文：
真名為「兇界卵」的紅世魔王。原本是紅世使徒集團「弔祭喪鐘」的上級成員「九垓天秤」的一員，在「弔祭喪鐘」擔任大斥侯一職，外型為一顆戴著分別是老人、女子、怪物外型的面具的巨大蛋。使用自在法「五月蠅之風」，功能是偵察空軍。說話大都是有三個面具分別發出裝飾性意義不清楚的句子，後來被瑪蒂達當作「天破壤碎」的祭品而遭到破壞。炎色為亞麻色。
烏利庫米 (Ulikumi)
日文：
真名為「嚴凱」的紅世魔王。是紅世使徒集團「弔祭喪鐘」的上級成員「九垓天秤」的一員，在「弔祭喪鐘」擔任大將，外型為一身上畫著雙頭鳥的鋼鐵巨人，身經百戰作戰能力優越，最後被震威結手消滅。炎色為藏青色。
塞卡 (Seca)
日文：
真名為「焚塵之關」的紅世魔王。是紅世使徒集團「弔祭喪鐘」的上級成員「九垓天秤」的一員，在「弔祭喪鐘」擔任大將。在原作中一開始就被極光射手殲滅，描述不多。但在番外篇S中提到其外型為石頭巨樹。焰色為黃褐色。
哈瓦瓦 (Hawawa)
日文：
真名為「戎君」的紅世魔王。外表一條鎧甲巨龍，是紅世使徒集團「弔祭喪鐘」的上級成員「九垓天秤」的一員，在「弔祭喪鐘」擔任游擊部隊將領。在原作中「大戰」的18年前吞噬都市的戰鬥中被瑪蒂達殲滅，描述不多。
尼祿塔 (Nerota)
日文：
真名為「天凍之俱」的紅世魔王。外表為一個被許多劍圍繞著的巨大水晶球，是紅世使徒集團「弔祭喪鐘」的上級成員「九垓天秤」的一員，在原作中「大戰」的5日前的「小夜啼鳥」爭奪戰中為了讓成功奪得寶具「小夜啼鳥」的「弔祭喪鐘」撤退而前去斷後阻擋火霧戰士的追擊，最後被瑪蒂達殲滅，描述不多。

### 巖楹院
只在外傳漫畫《灼眼的夏娜X Eternal song -遙遠的歌-》出現的的紅世使徒軍團，沒有什麼很強的使徒與魔王但士兵數目極多，實力僅次於化妝舞會和弔祭喪鐘，但最終被初代「炎髮灼眼的殺手」瑪蒂達·桑特美爾一舉殲滅，首領為「盤曲之台」哥古瑪葛克。
哥古瑪葛克 (Gogumagogu)
日文：
真名為「盤曲之台」紅世魔王。男性，外表為一頭金髮的女性哥德蘿莉人偶，真身為巨大的石巨大，巖楹院的首領，擁有經常小看敵人習慣，導致其所以士兵都被殲滅，雖然向瑪蒂達挑戰但反遭其殲滅，炎色為比較淺色的黃白色。

### 革正團
薩拉凱爾 (Sarahkyle)
日文：
真名為「征遼之睟」的紅世魔王。是「革正團」的同志之一。外型為身穿跟法衣一樣寬袍大袖的華服，擁有一頭流瀉至腳邊的鬈曲長髮，身材高大的男子。能夠使用自在法「咒眼」。炎色為碧玉色。
竇古 (Dougu)
日文：
真名為「吠狗首」的紅世使徒。是「革正團」的同志之一。外型為一隻弓著背，跟人一樣以後腳站著的大黑狗。能夠利用燐子「黑妖犬」施展自在法「斷金之聲」。最後為了尋求「革正團」的願望而前往「無何有鏡」。炎色為灰色。

### 百鬼夜行
牛鬼
日文：
配音：北村謙次（日本）
真名為「深隱之柎」的紅世使徒。為「百鬼夜行」客運公司的頭目。外表為像是西洋的床單鬼或者東方舞獅，前端有著木製稜角怪獸的頭部。能夠施展自在法「倉蓑笠」進行隱蔽，最後與「百鬼夜行」的成員們一同前往「無何有鏡」，炎色為唐紅色。
帕拉 (Parra)
日文：
配音：青木強（日本）；袁德基（香港）
真名為「輿隸御者」的紅世使徒。為「百鬼夜行」客運公司的司機。外表為穿著一身挺綠色制服跟帽子，戴著護目鏡與領巾的男子。其駕駛的復古式老爺巴士其實是他的燐子「大人君子號」與「溫柔惇厚號」。能夠使用自在法「森林種子」。炎色為綠白色。
佳美娜 (Carmenere)
日文：
配音：慶長佑香（日本）；王夢華（香港）
真名為「坤典之隧」的紅世使徒。為「百鬼夜行」客運公司的保鏢。外表為一名穿著簡便的和服，畫有臉譜並且手持鶴嘴鋤，年約在二十五歲的女性。能夠使用自在法「地駛」進行逃脫。炎色為紅色。

### 無所屬
法利亞格尼（Friagne）
日文：
配音：諏訪部順一（日本）；賀宇傑（台灣）；陳冠宏（第一季）（香港）
外表是世上不存在夢幻般白衣美男子，因收集寶具跟獵殺火霧戰士而有「獵人」之名，能自由使用多種寶具，並已消滅數個火霧戰士的紅世魔王。為了使「燐子」瑪莉安奴成為真實的存在而企圖引發「吞食城市」，使用「幸福扳機」、「藍天」、「舞會」、「泡沫鎖鏈」讓夏娜陷入苦戰，被顯現的亞拉斯特爾所敗。炎色為淺白色。動畫版中刪去了「舞會」的人偶大戰，直接與夏娜單對單決鬥，最後因瑪瓊琳·朵中途介入戰場而被夏娜趁機加以打倒。
瑪麗安（Marianne）
日文：
配音：古山貴實子（日本）；馬君珮（第一季、劇場版）；黃珽筠（第二季）（台灣）；黃鳳兒（香港）
法利亞格尼最愛的「燐子」，外型為粗糙的女孩外型布偶模樣。為了心愛的主人法利亞格尼能戰勝，在終戰時為了拖延夏娜的破壞而自行參戰，於「舞會」自爆時消失。動畫版中因為沒有舞會，所以改成死於夏娜刀下，劇場版中則是和原作一樣自爆死亡。
拉米（Rammie）/萊昂希(Leannán-Sídhe)
日文：/
配音：清川元夢（日本）；陳幼文（台灣）；李家輝（第一季）、陳健豪（第三季）（香港）
萊昂希配音：淺倉杏美（日本）；（香港）
不會啃食人類，只專門收集其他使徒吃剩的火炬，因此被其他使徒蔑稱「撿骨師」或「拾屍者」的紅世使徒，收集火炬目的是為了要啟動一個巨大的自在法，使昔日戀人德納特留給她的畫像恢復原狀，故此對於火霧戰士而言，是屬於無害不需要殲滅的紅世使徒。
拉米的外型雖然是一位慈祥的老爺爺，但是其實這只是她為了避免消耗存在之力所寄宿的火炬，其真名是「螺旋風琴」萊昂希，真身表現約為人類十二、三歲的少女，被視為稀有的天才自在法編寫師，因能編寫自在法的能力卓越，被意圖控制其能力的紅世魔王監禁在寶具內成為自在法編寫寶具「小夜啼鳥」，在火霧戰士與弔祭喪鐘集團的戰爭中，得到亞拉斯特爾與瑪蒂達的幫助得以重獲自由。實現願望的她最後進入「天梯」，前往「無何有鏡」。炎色為深綠色。
蘇拉特（Sorath）
日文：
配音：白石涼子（日本）；馬君珮（台灣）；林芷筠（香港）
真名為「愛染自」的紅世使徒，外表為十多歲左右，懦弱無主見的西服金髮美少年。具有稱為「慾望的嗅覺」的異能，對夏娜的「贄殿遮那」產生興趣而展開掠奪行動。擁有大劍型寶具「吸血鬼——布羅特薩奧格」助戰，戰鬥時身披鎧甲且變得冷酷無情，但似乎不曉得驅動自在法及自在式，故要由妹妹代勞。最終為夏娜用贄殿遮那斬殺而所敗。與蒂麗亞是兄妹關係。炎色為金黃色。
蒂麗亞（Tiriel）
日文：
配音：田村由香里（日本）；許雲雲（台灣）
真名為「愛染他」的紅世使徒，外表為十多歲左右的自在師，哥德蘿莉式的金髮少女。對兄長蘇拉特抱著或母性或愛情的強烈情感，稱為「溺愛的擁抱」，支援蘇拉特的一切包括為其掠奪「贄殿遮那」。當蘇拉特提起其他女生或於戰鬥時，表現為極度的殘酷。戰鬥時使用自在法「搖籃花園」及寶具「歐格爾」讓夏娜陷於苦戰，最終為蘇拉持助戰而被夏娜所用的火炎而和寶具-歐格爾一起消融。炎色和兄長一樣是金黃色。其名字源自於聖經中的天使長。
烏科巴克 (Wukebake)
日文：
真名為「纏玩」的紅世使徒。是少數現代沒有使用人類外貌的紅世使徒。因為想要找出最美的外表，把自己看上外表的人類用寶具的功能捕捉起來不吞噬，用來當做自己外表的參考。同時也會使用照相機來記錄他捕捉的人類的外貌。被當時尚未遇到悠二的「炎髮灼眼的殺手」殲滅。炎色為潰爛的紅銅色。
卡沙 (Kasha)
日文：
真名為「驅掠之轢」的紅世使徒，外表為一個大約十七十八歲的青年，性格驕傲且自大，稱自己為「本大爺」，被夏娜殲滅而死，能力為自由操縱戒指的自在法「琴弦」，炎色為象牙色。
尼提卡 (Nitika)
日文：
真名為「羿鱗」的紅世使徒，外表為一隻雙翼鑲有金幣的巨大翼龍，曾經差一點擊殺夏娜，但卻遭蘇菲的一記雷電飛踢死亡，炎色為深灰色。
亞納伯格 (Anaberugu)
日文：
真名為「穿徹之洞」的紅世使徒，外表為一個有著類似儀表版的頭且穿著西裝的男子，能力為隨意操縱蒸氣，在美國與擔任其保鑣的「千變」修德南活動時遭「悼文吟誦人」瑪瓊琳·朵和「魑勢引導人」尤里·佛洛伊卡發現，雖然與修德南力挽狂攔，但還是被尤里的丹色龍捲風命中腹部死亡，但也牽制著尤里使其遭修德南擊殺，炎色為鉛色。
海魔
日文：
真名為「澳泪肢」的紅世使徒群體，總數大約為八至十隻，外表為一條長大約足夠一公里長巨大類鰻魚體，不懂說話但可用自在法溝通，且經常集體行動，在美國本土全體行動時巧遇戰鬥中的「悼文吟誦人」瑪瓊琳·朵和「魑勢引導人」尤里·佛洛伊卡和「穿徹之洞」亞納伯格與「千變」修德南，不夠數分鍾便遭全數殲滅，炎色為腐爛的藻綠色。
沙哈爾 (Shahar)
日文：
配音：甲斐田裕子（日本）
司掌傳播與喚起，紅世真正的指導神，稱號為「覺之嘯吟」，沒有實體的女性浮游靈，擁有指導別人而其照做便能成真的能力，性格和善且好奇心旺盛，召喚儀式名為嘨飛吟聲，炎色為純白色，這種顏色也被稱為「忘我的顏色」。 作為其眷屬的來福卡使用千里眼觀察到約翰與費蕾絲創造的"兩界嗣子"引起了沙哈爾的注意，立即進行了神意召喚。沙哈爾搶在祭禮之蛇創造無何有鏡的同時向世間萬物傳達神諭，告知眾生"兩界的嗣子"的存在，命令眾生自行尋找嶄新的共存之道。 沙哈爾的神諭即使是創造神祭禮之蛇的力量也無法遮斷。雖然沒有強制力，但是聽到的人將無法忘記。後來推斷紅世之徒之所以在心中產生了"不需要再啃食人類"的願望，正是因為沙哈爾傳達了宛如創世紀一般的兩界嗣子的存在，說明了人類跟使徒可以共存。
來福卡（Rofocale）
日文：
真名為「笑謔之聘」的紅世使徒，外表為拿著萊福琴，帶著完全遮掩臉部的闊邊帽的老伯，指導神的眷屬，其說出的指引稱為「神諭」，也因此原因被祭禮之蛇邀請進入「詣道」，能力為用於偵察與索敵的自在法「千里眼」，炎色為常磐色。
大穴牟遲 (Oonamuchi)
日文：
真名為「皁彥士」的紅世魔王，外形為一條巨大的蜈蚣，過去曾殲滅數名強大的火霧戰士。在殲滅長久以來的勁敵後頓感空虛，但在遭遇過去的手下敗將「戈伏衝手」克萊門斯·洛特、「荊扉編織人」賽希莉雅·羅德里戈後，被兩人增強的實力激勵而認定為他的新勁敵。數度交鋒後擊敗兩人並殺害了克萊門斯，再次陷入空虛的他，接受了克萊門斯死前的請託，前往中歐破壞一樣物品，但卻因認定該物品是他與兩人連結的存在證明，而決定守護並阻止賽希莉雅取得，最後被夏娜所殲滅。炎色為泥黃色，名字取自日本神話中的創國神。
葛維達 (Kudzuvader)
日文：
真名為「髓之樓閣」的紅世魔王。外型為一副有六隻手臂的西洋鎧甲，喜愛人類和藝術的紅世魔王，因為想擺脫「啃食人類的存在」的立場，所以創造了可以免於消耗存在之力又能待在這個世界的寶具自縛水盤「凱那」。喜愛人類的藝術，和不少人類合作創造出不少作品及寶具。最後被「黑暗之水」雀兒諾柏格消滅。炎色為乳白色。
暴君
日文：
外表為西洋鎧甲的紅世使徒，會伸出多隻蟲腳，內部則是多隻眼睛。瑪瓊琳·朵立誓要殲滅的使徒。炎色為銀。真實身份是「教授」研發，讓祭禮之蛇的精神附身用的代行體。擁有兩種個體「暴君Ｉ」與「暴君Ⅱ」，內部有眼睛的是個體Ｉ，個體Ⅱ沒有眼睛。Ⅱ負責在世界各地進行「人格的鏡像採集」以此來收集各種強烈的情感，Ｉ負責吸收並統合作為祭禮之蛇代行體的情感；就某方面來說，吸收了強烈情感的「暴君」可以說是被吸收者的「心之鏡」，意即真實映照出被吸收者內心的渴望。
費蕾絲（Pheles）
日文：
配音：井上麻里奈（日本）；傅其慧（台灣）；劉姵穎（第二季）；陳雪瑩（第三季）（香港）
其名稱由來是出自於Pheles—— 《浮士德》裏的惡魔梅菲斯特(Mephisto-Pheles)的名字。真名為「彩飄」的紅世魔王，「約定的兩人」的女方。外型為一個身材姣好，臉龐秀麗的女子，肩膀上戴著蛇頭造形的肩章，能從肩章中放出琥珀色的風。與其他的紅世之徒一樣、在人世過著放蕩不羈的生活。但是由於某個契機、某個人類的介入變得站在人類這一邊，解救了那個人類之子約翰的危機，並撫養約翰長大。之後愛上了約翰，並製作了“零時迷子”以便於兩人能夠永遠在一起。和「萬條巧手」曾經是朋友。動畫版第三季結局與約翰兩人利用自己的存在之力創造出屬於兩人的孩子「尤斯圖斯」並委託威爾艾米娜代為扶養長大。炎色為琥珀色。
沙布拉克（Sabrac）
日文：
配音：黑田崇矢（日本）；陳幼文（台灣）；黎家希（第二季）（香港）
真名為「壞刃」的紅世魔王，其名來自所羅門七十二柱魔神第43位斯伯納克。實力相當的強大，隱藏氣息的高手，專門接受別人的委託，不屬於任何組織，曾經讓「萬條巧手」、約翰、「彩飄」費蕾絲敗北。會施展自在法「聖痕」, 有如萬劍一般一同齊發，被刺傷傷口無法癒合。整個御崎市都是沙布拉克身體，會一直補給著主體，造成主體有驚人耐力的假象。偽裝成消滅，因在爆炸時以非常手段進行轉移到巡迴士，他的目的將黃金鑰匙放進悠二的衣袋。
他的本體炎色為暗紅色。在與麗貝卡·列德、卡姆辛·奈夫哈維、威爾艾米娜·卡梅爾交手中佔有一面倒的壓制。不能理解明知自己不敵卻仍奮戰的火霧戰士。
在祭禮之蛇真身出現後，感受到祭禮之蛇巨大力量的沙布拉克第一次體會到自身的弱小，並明白了「戲睡郷」梅亞離開自己的原因正是因為沙布拉克過於強大的力量讓待在身邊的梅亞無法忍受自身的無力。沙布拉克隨後掙斷貝露佩歐露的地獄鎖鏈，選擇消散，含笑著摔落而亡。
梅亞（Mare）
日文：
配音：小林沙苗（日本）；許雲雲（分身）；黃珽筠（真身）（台灣）；劉姵穎（第二季）；顧詠雪（第三季）（香港）
真名為「戲睡郷」的紅世使徒，PS2遊戲中的原創角色（後來被安排在動畫2期的第1及第2集以及原著小說第18集終章登場）。有兩種面貌動畫2期的第1集出現是哥德式、黃頭髮掛著牛角的女孩，第2集出現是外表像一個小丑，是在紅世使徒當中表現較弱，可用寶具「芭芭吉娜」附在其他人身上戰鬥，也可由自在法「共同體」創造擁有別人記憶的夢，其目的是搶奪零時迷子，最後被零時迷子中的戒禁消滅。炎色為朱鷺色。與「壞刃」沙布拉克為情侶關係(沙布拉克回憶)，因認知自己的渺小，而感覺難以承受壓力，選擇離開。